# 5. Oktober
Der 5. Oktober ist der 278. Tag des gregorianischen Kalenders (der 279. in Schaltjahren), somit bleiben 87 Tage bis zum Jahresende.

## Ereignisse

### Politik und Weltgeschehen
- 0578: Nach dem Tod von Justin II. wird Tiberios I. oströmischer Kaiser.
- 0610: Herakleios wird in Konstantinopel zum byzantinischen Kaiser gekrönt, nachdem er sich seines Vorgängers Phokas entledigt hat.
- 1056: Der Salier Heinrich IV. wird römisch-deutscher König, nachdem sein Vater Heinrich III. unerwartet verstorben ist.
- 1143: Im Vertrag von Zamora erkennt König Alfons VII. von Kastilien und León die Unabhängigkeit Portugals unter seinem Vetter Alfons I. an, der sich 1139 oder 1140 zum König ausgerufen und damit der kastilischen Lehnshoheit entsagt hat.
- 1338: Nach einer gewonnenen Seeschlacht auf dem Ärmelkanal überfällt eine mit französischen, normannischen, italienischen und kastilischen Seeleuten agierende Piratenflotte die Stadt Southampton, plündert sie, tötet Einwohner und führt Gefangene in die Sklaverei.
- 1356: Kasimir III. errichtet den Krakauer Oberhof für deutsches Recht.
- 1418: In einer Schlacht bei Radkersburg soll ein innerösterreichisches Aufgebot osmanisch-türkische Streiftrupps vernichtet haben. Die vermeintliche Türkenschlacht ist jedoch eine Erfindung des 17. Jahrhunderts.
- 1450: Herzog Ludwig IX. von Bayern lässt alle Juden in seinem Territorium Bayern-Landshut festnehmen. Sie müssen nach einer Woche mit ihrer Habe das Land verlassen, sofern sie sich nicht taufen lassen.
- 1465: König Ludwig XI. von Frankreich und Karl der Kühne als Führer der aufständischen Ligue du Bien public verständigen sich im Vertrag von Conflans über die Beendigung des Aufstands der Adeligen.
- 1502: Christoph Kolumbus nennt ein von ihm entdecktes Land Costa Rica y Castillo de Oro, weil ihn Einheimische bei seiner Ankunft mit Goldstückchen beschenken.

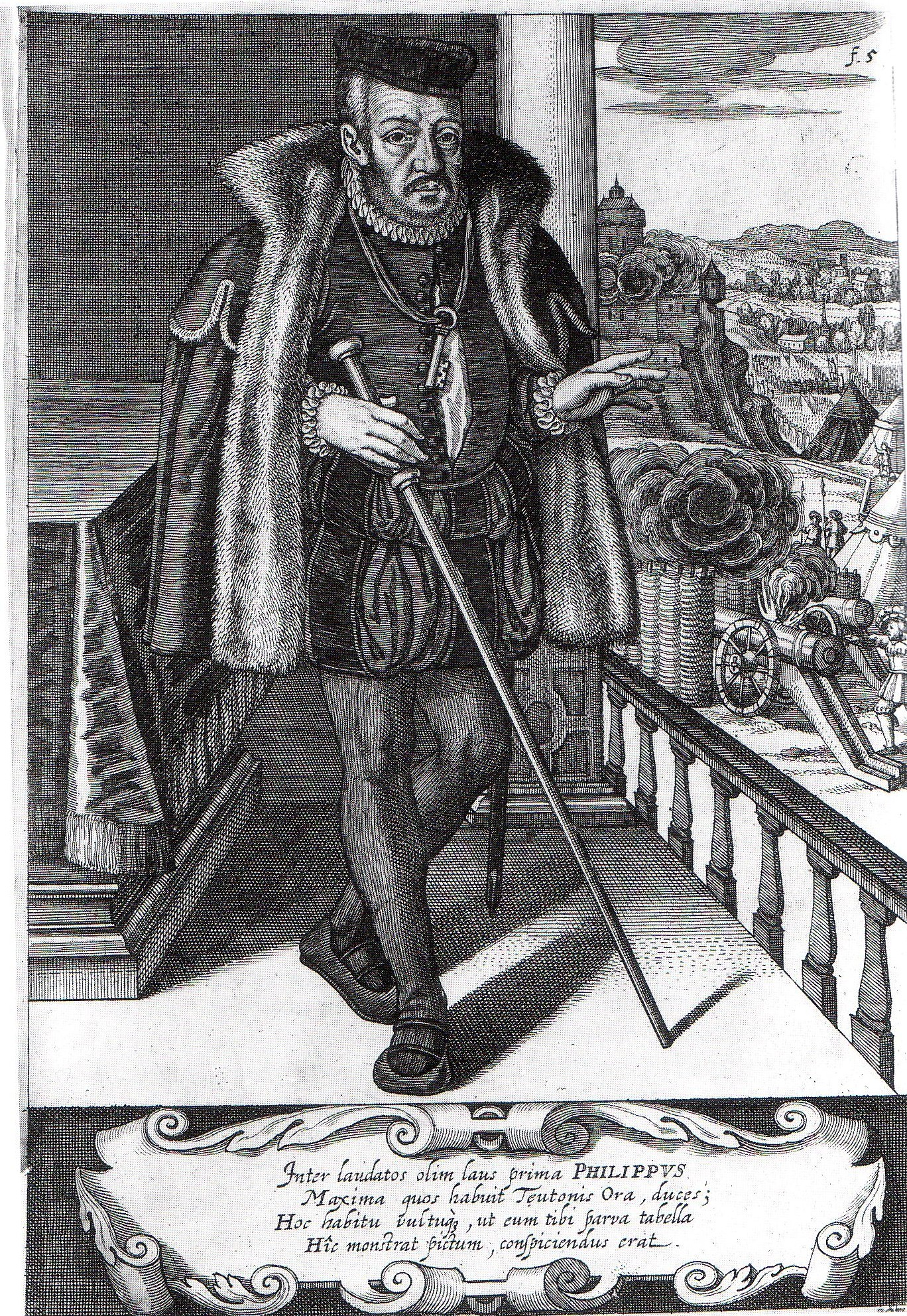
1551: Philipp von Hessen

- 1551: Die schmalkaldischen Fürsten schließen in Friedewald einen Vertrag mit Frankreich, der auf die Befreiung des Landgrafen Philipp von Hessen aus kaiserlichem Gewahrsam abzielt.
- 1586: Die sieben katholischen Orte der Alten Eidgenossenschaft gründen den Goldenen Bund.
- 1621: Die ungarischen Aufständischen unter Gabriel Bethlen besiegen im Dreißigjährigen Krieg die kaiserlich-habsburgischen Truppen unter Rudolf von Tiefenbach in der Schlacht bei Tyrnau.
- 1685: Kurbrandenburg erobert die westafrikanische Insel Arguin und macht sie zur Kolonie.
- 1750: Im Vertrag von Madrid einigen sich Spanien und Großbritannien, den im Frieden von Aachen bestätigten Asiento de Negros gegen ein Entgelt von 100.000 Pfund aufzulösen.
- 1789: Der Demonstrationszug der Poissarden zieht nach Versailles, nachdem bei einem Bankett am Hofe Ludwigs XVI. die Französische Revolution verunglimpft worden ist.
- 1793: Der französische Nationalkonvent beschließt, im bestehenden Revolutionskalender rückwirkend auch die Zählung der Tage und Monate zu ändern.

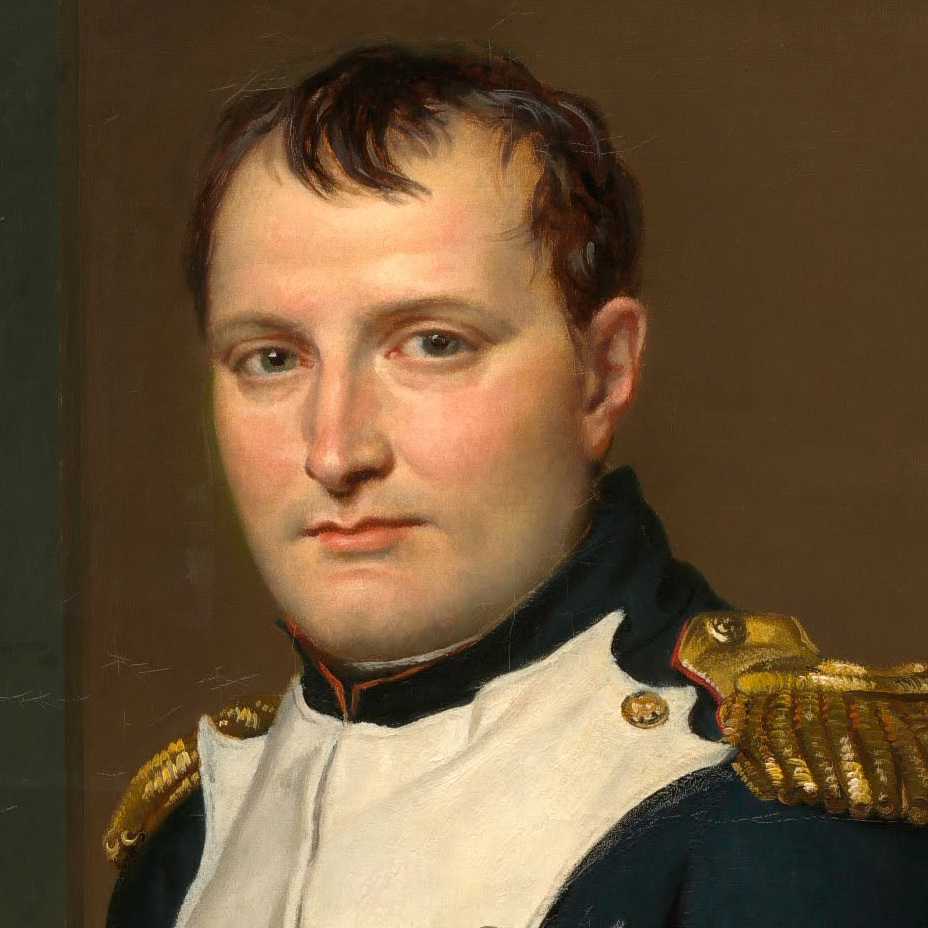
1795: Napoleon Bonaparte

- 1795: Napoleon Bonaparte lässt in Paris einen Aufstand in der Vorphase des Direktoriums mit Geschützfeuer niederschlagen. Sein Förderer Paul de Barras setzt umgehend als Belohnung die Ernennung des Korsen zum Divisionsgeneral durch.
- 1813: Britisch-Amerikanischer Krieg: Die US-Amerikaner unter General William Henry Harrison besiegen britisch-indianische Truppen unter Generalmajor Henry Procter in der Schlacht am Thames River, wobei der bedeutende Shawnee-Häuptling Tecumseh fällt.
- 1821: Griechische Aufständische unter Theodoros Kolokotronis erobern in der Griechischen Revolution die zuvor belagerte Stadt Tripoli auf dem Peloponnes und massakrieren die Bevölkerung muslimischen Glaubens.
- 1833: Mit einem Aufstand der baskischen Provinzen bricht in Spanien der erste Carlistenkrieg aus.

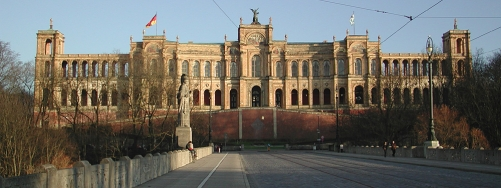
1857: Maximilianeum

- 1857: König Maximilian II. legt den Grundstein zum Münchner Maximilianeum. Es ist seit 1949 Sitz des Bayerischen Landtags.
- 1863: Das Parlament der Vereinigten Staaten der Ionischen Inseln beschließt in Korfu den Beitritt des Inselstaates zum Königreich Griechenland.
- 1877: Mit der Kapitulation von Chief Joseph endet in den Indianerkriegen ein weiteres Kapitel in der Unterwerfung der indigenen Bevölkerung Nordamerikas, der Nez-Percé-Krieg.
- 1908: Ferdinand von Sachsen-Coburg-Gotha erklärt die Unabhängigkeit Bulgariens vom Osmanischen Reich und lässt sich als Ferdinand I. zum Zaren krönen.
- 1908: Österreich-Ungarn annektiert das seit 1878 besetzte Bosnien und Herzegowina und löst damit die Bosnische Annexionskrise aus.

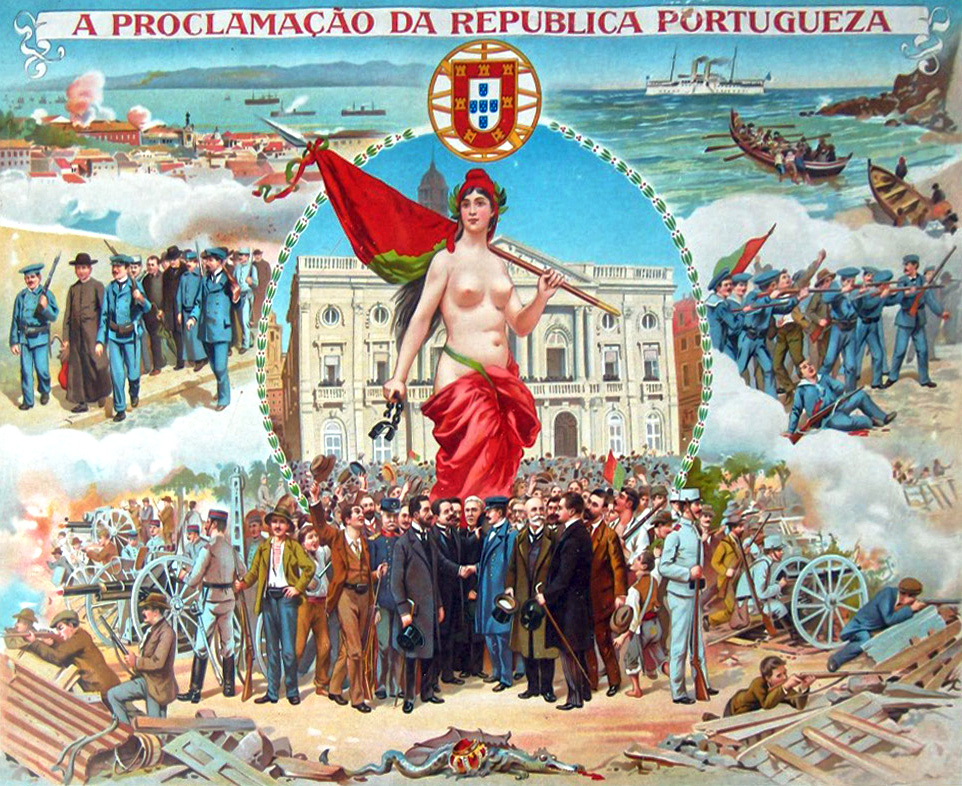
1910: Proklamation der Portugiesischen Republik

- 1910: Durch die Abdankung von König Manuel II. endet die Monarchie in Portugal. Die erste Portugiesische Republik wird proklamiert. Teófilo Braga wird erster Präsident einer provisorischen Regierung des Landes.
- 1911: Im Italienisch-Türkischen Krieg erobert Italien die Stadt Tripolis vom Osmanischen Reich.
- 1914: Dem französischen Piloten Joseph Frantz gelingt der Sieg im weltweit ersten Luftkampf. Er kann einen deutschen Aviatik-Doppeldecker bei Reims abschießen. Die beiden Deutschen sterben beim Absturz.
- 1937: US-Präsident Franklin D. Roosevelt sorgt mit der auf Deutschland, Italien und Japan gemünzten Quarantäne-Rede für Aufsehen.
- 1938: Für die für sein Land verheerenden Bestimmungen des Münchner Abkommens verantwortlich gemacht, tritt Edvard Beneš als Staatspräsident der Tschechoslowakei zurück.
- 1944: Saarbrücken ist Ziel des schwersten alliierten Bombenangriffs auf die Stadt. In nur einer halben Stunde werden dabei durch 2500 Sprengbomben und mehr als 350.000 Stabbrandbomben 361 Menschen getötet, mehr als 3800 Häuser und 18.000 Wohnungen zerstört und 45.000 Einwohner obdachlos.
- 1947: Bei der Wahl zur Verfassunggebenden Versammlung des Saarlands erreicht die CVP unter Johannes Hoffmann mit 51,2 % der abgegebenen Stimmen die absolute Mehrheit.
- 1953: Das Südafrikanische Parlament verabschiedet den Bantu Education Act, der als eine Gesetzesgrundlage für die Einführung der qualitativ reduzierten Schulbildung für „nicht-europäische“ (Nichtweiße) Bürger des Landes im Sinne der Apartheidpolitik dient.
- 1960: Beim Referendum 1960 stimmt die Mehrheit der Stimmberechtigten für die Beendigung des Status der Südafrikanischen Union als britisches Dominion und für die Bildung einer Republik.
- 1964: DDR-Grenzer Egon Schultz wird versehentlich von eigenen Kameraden erschossen, als insgesamt 57 Menschen durch einen Fluchttunnel von Ost- nach West-Berlin fliehen.
- 1967: In Asaba, Nigeria, werden 700 männliche Zivilisten, darunter auch Minderjährige, bei einem Massaker von Bundestruppen ermordet, nachdem sie Biafra-Einheiten über die nahegelegene Nigerbrücke bei Onitsha zurückdrängen konnten.
- 1968: Die gewaltsame Auflösung eines Demonstrationszuges katholischer Bürgerrechtler in Derry durch die Polizei leitet die jahrzehntelange Ära blutiger Auseinandersetzungen im Nordirlandkonflikt („The Troubles“) ein.

1970: Flagge der FLQ

- 1970: James Richard Cross, der britische Handelskommissar in Kanada, wird von Terroristen der Front de libération du Québec (FLQ) in Montreal als Geisel gekidnappt. Die Entführung löst die Oktoberkrise aus.
- 1972: In Paris wird die Front national pour l'unité française gegründet und Jean-Marie Le Pen zum Vorsitzenden gewählt.
- 1975: Bei der Nationalratswahl in Österreich erringt die SPÖ mit Bundeskanzler Kreisky neuerlich die absolute Mehrheit in Stimmen und Mandaten.
- 1980: Bei der Wahl zum 9. Deutschen Bundestag verlieren die Unionsparteien mit ihrem Kanzlerkandidaten Franz Josef Strauß Stimmen und Mandate, die unter Helmut Schmidt regierenden SPD und FDP gewinnen hinzu.
- 1988: In Algerien kommt es zu einem Volksaufstand. Die Aufständischen fordern Reformen.
- 1988: In Chile wird eine Volksabstimmung abgehalten, bei der sich eine Mehrheit von 55,99 % gegen eine weitere Amtszeit Augusto Pinochets ausspricht. Damit beginnt die Transition in Chile.
- 1988: Brasilien erhält eine demokratische Verfassung, die 7. Verfassung in der brasilianischen Geschichte.

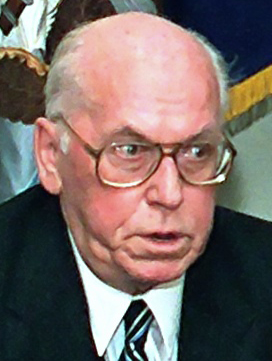
1992: Lennart Meri

- 1992: Lennart Meri wird estnischer Staatspräsident.
- 1992: In Kuwait finden die ersten Wahlen zur Nationalversammlung seit dem Zweiten Golfkrieg statt.
- 1993: Die United-Nations-Assistance-Mission-for-Rwanda-Mission der Vereinten Nationen wird nach Ruanda gesandt.
- 1995: Auf den Komoren wird der Putsch von Bob Denard durch französisches Militär niedergeschlagen und eine Übergangsregierung gebildet.
- 2000: In Belgrad, Hauptstadt der damaligen Bundesrepublik Jugoslawien, kommt es zu friedlichen Massenprotesten, die zum Sturz von Staatspräsident Slobodan Milošević führen.
- 2002: Alle militärischen Truppen aus dem Kongo kehren nach Ruanda zurück.

### Wirtschaft
- 1842: Joseph Groll braut den ersten Sud Bier nach Pilsner Brauart.
- 1989: In der Bundesrepublik Deutschland findet erstmals ein Langer Donnerstag statt. Es ist ein Versuch, die starren Ladenöffnungszeiten des Ladenschlussgesetzes zu lockern.

### Wissenschaft und Technik
- 1665: Die auf Veranlassung Herzog Christian Albrecht von Gottorf gebaute Christian-Albrechts-Universität zu Kiel wird feierlich eingeweiht.

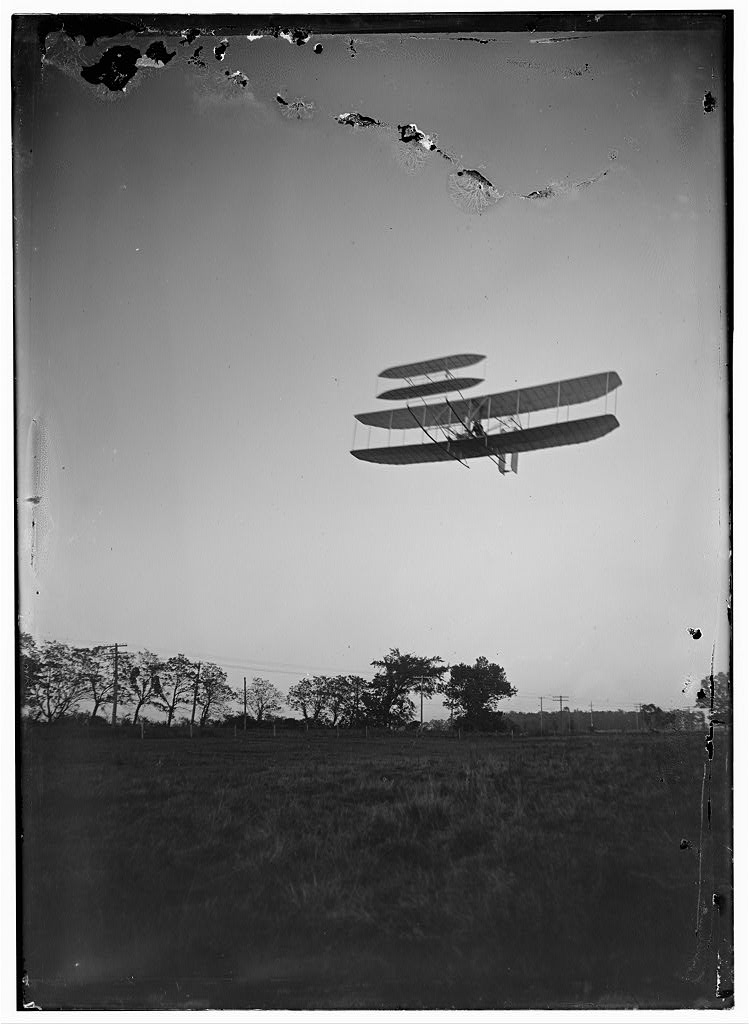
1905: Flyer III

- 1905: Wilbur Wright gelingt mit der Wright Flyer III ein Flug über 38,6 km in 39,5 Minuten, der bis dahin längste Flug mit einem Motorflugzeug.
- 1936: Der Rügendamm zwischen Stralsund und der Insel Rügen wird eröffnet.
- 1948: Im französischen Fontainebleau wird die Artenschutzorganisation IUCN gegründet.
- 1957: Zwischen den Umspannwerken Hoheneck und Rommerskirchen wird die erste 380-kV-Hochspannungsleitung auf dem Gebiet der Bundesrepublik Deutschland in Betrieb genommen.
- 1991: Die Existenz des Linux-Kernels Version 0.01 wird von Linus Torvalds im Usenet bekannt gegeben.
- 1995: Die Schweizer Michel Mayor und Didier Queloz teilen mit, dass sie den ersten einen sonnenähnlichen Stern umkreisenden Exoplaneten Dimidium im Sternbild Pegasus entdeckt haben. Sieben Tage später bestätigen US-Wissenschaftler diese Beobachtung.
- 2005: Yves Chauvin, Robert Grubbs und Richard R. Schrock wird der Nobelpreis für Chemie zuerkannt.

### Kultur

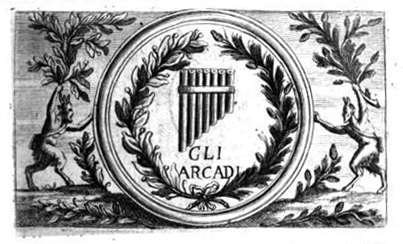
1690: Stempel der Accademia

- 1690: In Rom wird vom Dichterzirkel der im Vorjahr verstorbenen Königin Christina von Schweden die Accademia dell’Arcadia gegründet.
- 1762: In Wien findet die Uraufführung der Oper Orfeo ed Euridice (Orpheus und Eurydike) von Christoph Willibald Gluck mit dem Libretto von Ranieri de’ Calzabigi statt.
- 1817: In Brüssel wird die Brunnenfigur Manneken Pis gestohlen.
- 1901: Am Dresdner Residenztheater findet die Uraufführung der Operette Jadwiga von Rudolf Dellinger statt.
- 1921: In London wird der internationale Schriftstellerverband PEN gegründet.
- 1930: Mit dem Comic Tobias Seicherl des Karikaturisten Ladislaus Kmoch erscheint in der österreichischen Boulevardzeitung Das Kleine Blatt des Vorwärts-Verlages der erste europäische Daily strip. Seicherl stellt als mit Hitler sympathisierender Kleinbürger das genaue Gegenteil der sozialistischen Klientel der Zeitung dar.
- 1935: Am Stadttheater Zürich wird die Operette Drei Walzer von Oscar Straus uraufgeführt. Für den ersten Teil hat der Komponist Musik von Johann Strauss (Vater) und für den zweiten Teil Melodien von Johann Strauss (Sohn) verwendet. Das Libretto stammt von Paul Knepler und Armin Robinson.
- 1956: Cecil B. DeMilles Monumentalfilm The Ten Commandments (Die zehn Gebote) mit Charlton Heston als Moses und Yul Brynner als Ramses II. sowie zahlreichen anderen Stars wird in den US-Kinos uraufgeführt. Der Spielfilm ist einer der teuersten Filme der Paramount Pictures und lange Zeit einer der erfolgreichsten Filme Hollywoods.
- 1962: Love Me Do, die erste Single der Beatles, komponiert von Paul McCartney und John Lennon erscheint in Großbritannien. Sie erreicht bald darauf Platz 17 in den britischen Charts und ist der Beginn einer erfolgreichen Zusammenarbeit mit Produzent George Martin.

1962: Logo von Dr. No

- 1962: Dr. No, der erste Film der James-Bond-Reihe nach den Romanen von Ian Fleming, hat in Großbritannien Premiere. Hauptdarsteller ist Sean Connery, erstes „Bond-Girl“ Ursula Andress. Regisseur Terence Young entwarf für den Film gemeinsam mit Ursula Andress den Dr.-No-Bikini. Das erstmals gespielte James Bond Theme von Monty Norman, interpretiert von John Barry, wird zum Leitmotiv des Filmhelden.
- 1969: BBC One strahlt die erste Folge von Monty Python’s Flying Circus der britischen Komikergruppe Monty Python aus.
- 1994: Die UNESCO empfiehlt, den 5. Oktober als Tag des Lehrers zu begehen.
- 2017: Der Science-Fiction-Film Blade Runner 2049 startet in den deutschen Kinos. Es ist die offizielle Fortsetzung von Ridley Scotts Regiearbeit Blade Runner aus dem Jahr 1982.

### Gesellschaft
- 1885: In Hagen in Westfalen gründet Arnold Bovet den ersten Blaukreuz-Verein in Deutschland.

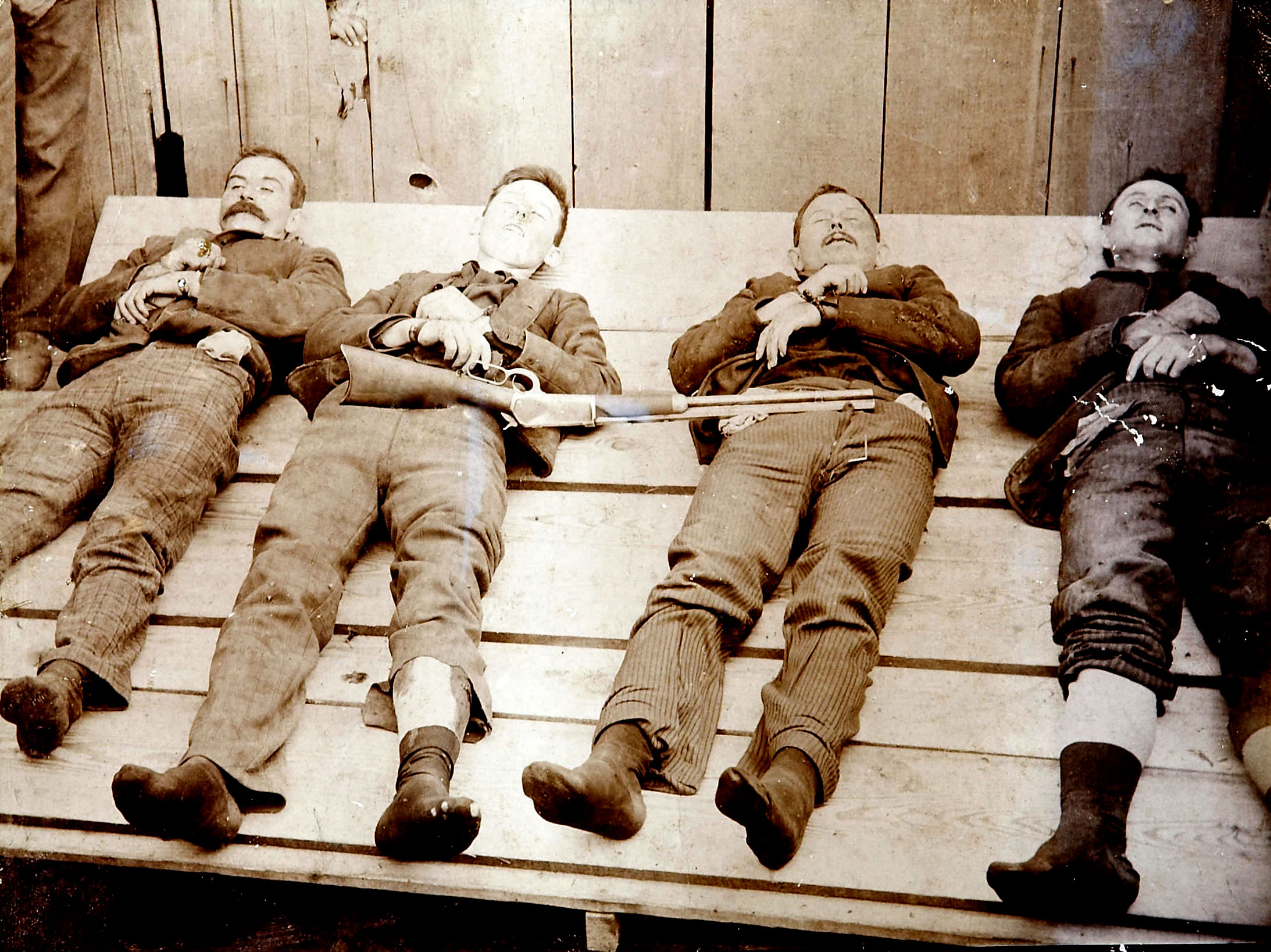
1892: Tote Dalton-Brüder

- 1892: Die Dalton-Brüder werden beim Versuch, in Coffeyville im US-Bundesstaat Kansas zwei Banken zu überfallen, von einem Bürgeraufgebot gestellt und in eine Schießerei verwickelt. Vier der fünf beteiligten Banditen sterben, der überlebende wird später zu lebenslanger Haft verurteilt.
- 1971: Prozessbeginn gegen die Mangrove Nine in London. Im Verfahren erkennt erstmals ein britisches Gericht rassistisch motivierte Polizeigewalt an.
- 1992: Die Mutter des Erlanger Babys verunglückt bei einem Autounfall, woraufhin in Deutschland eine breite öffentliche Debatte über das Recht auf ein Sterben in Würde entfacht wird.

### Religion
- 1920: In der Enzyklika Principi Apostolorum Petro wird der im 4. Jahrhundert wirkende Ephräm der Syrer von Papst Benedikt XV. über die orthodoxen Kirchen hinaus als Kirchenlehrer der römisch-katholischen Kirche akzeptiert.
- 1994: In der Schweiz werden bei Cheiry und Granges-sur-Salvan 53 Tote, in Kanada 5 Tote aufgefunden, die der Sekte der Sonnentempler angehört haben. Die Strafverfolgungsbehörden nehmen wegen der angeblichen Massenselbsttötung Ermittlungen auf.

### Katastrophen
- 1864: Die indische Stadt Kalkutta, das heutige Kolkata, wird durch einen Wirbelsturm nahezu total zerstört, der etwa 60.000 Menschen das Leben kostet.

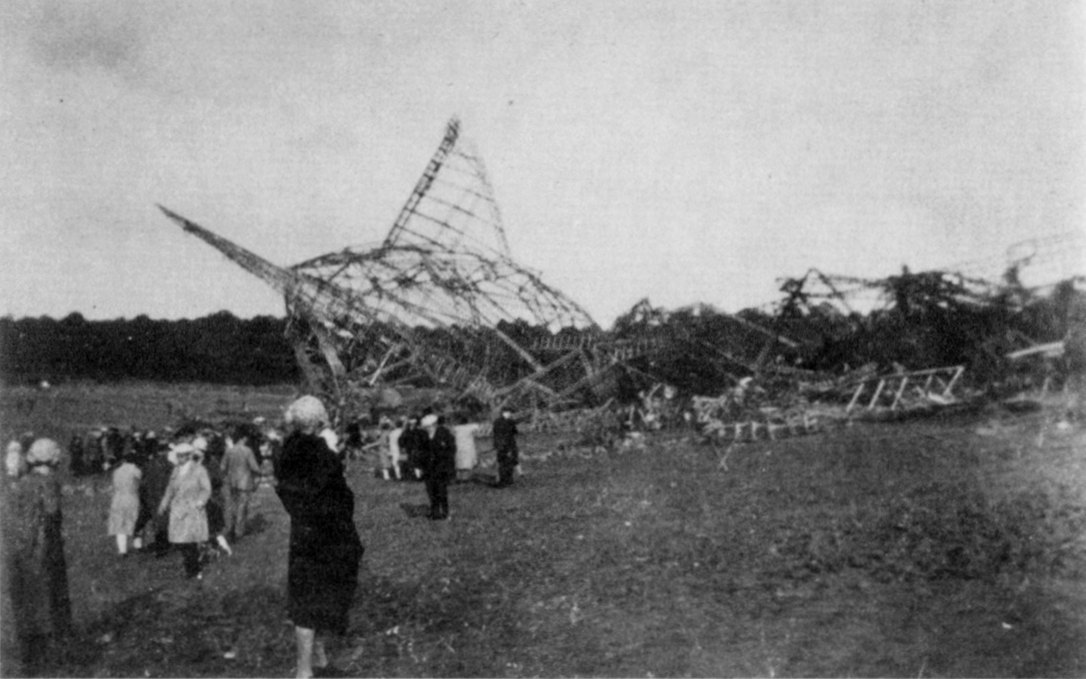
1930: Wrack der R101

- 1930: Bei einer versuchten Notlandung gerät das britische Passagierluftschiff R101 in Brand: insgesamt 48 der 54 Menschen an Bord sterben. Nach dem Unglück gibt Großbritannien den Bau weiterer Luftschiffe auf.
- 1991: Wegen eines Triebwerksbrandes stürzt eine Lockheed C-130 der Indonesischen Luftwaffe in Jakarta, Indonesien, ab. Nur einer der 135 Insassen überlebt, am Boden sterben zwei Personen.

Kleinere Unglücksfälle sind in den Unterartikeln von Katastrophe und in der Liste von Katastrophen aufgeführt.

### Sport
- 1951: In Alexandria beginnen die ersten Mittelmeerspiele mit Teilnehmern aus den Mittelmeer-Anrainerstaaten.

Einträge von Leichtathletik-Weltrekorden befinden sich unter der jeweiligen Disziplin unter Leichtathletik.

## Geboren

### Vor dem 18. Jahrhundert
- 1240: Margarete von England, schottische Königin
- 1377: Ludwig II., Herzog von Anjou, Graf von Provence, Maine und Roucy, Titularkönig von Neapel und Jerusalem sowie Herr von Guise
- 1542: Ludwig von Berlaymont, Fürsterzbischof und Herzog von Cambrai
- 1562: Heinrich Krefting, Bremer Rechtsgelehrter und Politiker
- 1609: Paul Fleming, deutscher Arzt und Schriftsteller
- 1625: Eduard von der Pfalz, pfälzischer Prinz
- 1628: Oswald Onghers, flämischer Maler

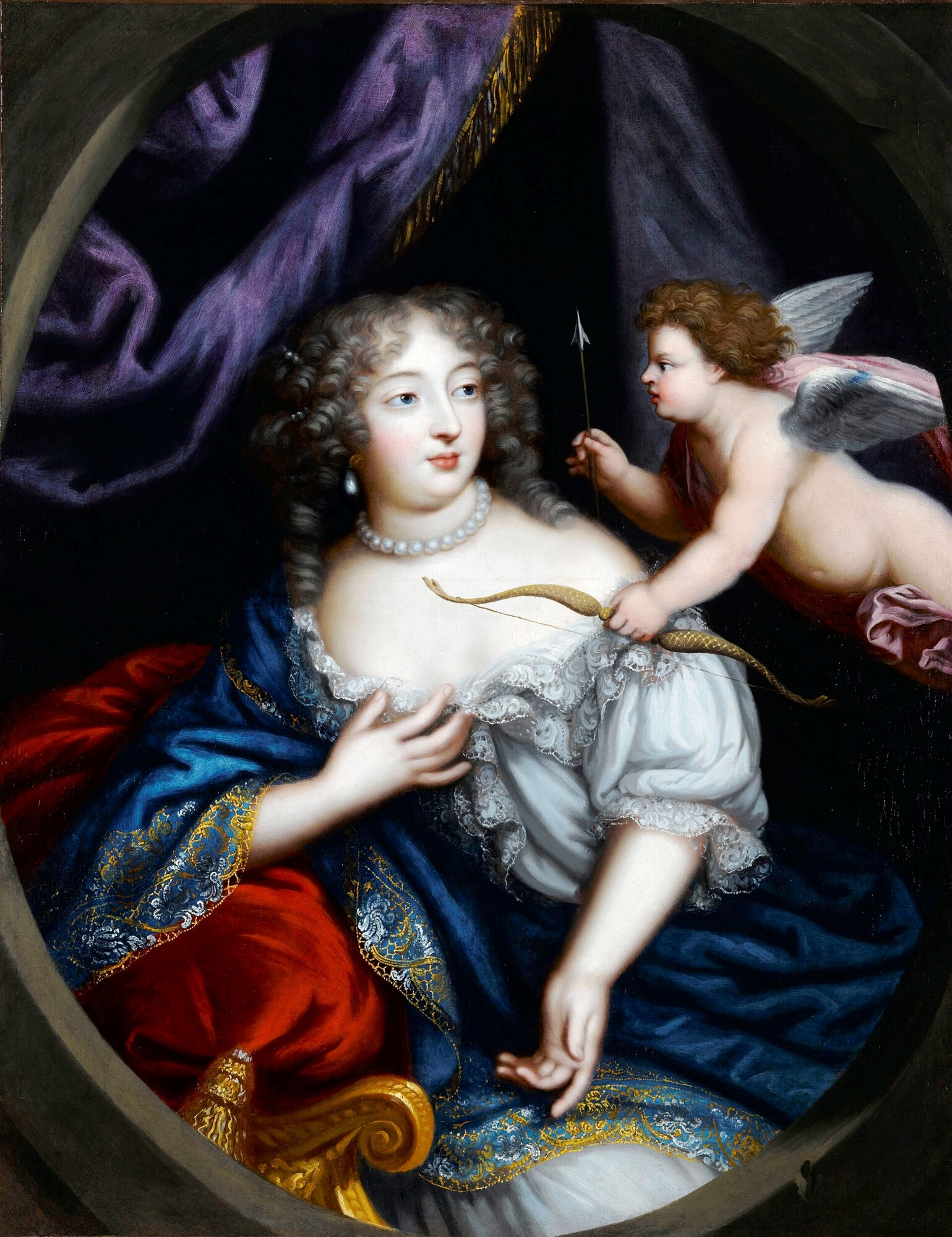
Madame de Montespan (* 1640)

- 1640: Madame de Montespan, Marquise de Montespan, Mätresse Ludwigs XIV.
- 1644: Ole Rømer, dänischer Astronom
- 1658: Maria Beatrice d’Este, englische Königin, Gattin Jakobs II.
- 1677: Pietro Grimani, 115. Doge von Venedig
- 1688: Gerlach Adolph von Münchhausen, Hannoverscher Staatsmann
- 1693: Johann Christian Buxbaum, deutscher Botaniker
- 1698: August Friedrich Eichel, preußischer Kabinettsrat

### 18. Jahrhundert
- 1702: Joseph Friedrich von Sachsen-Hildburghausen, österreichischer und reichsdeutscher Generalfeldmarschall
- 1703: Jonathan Edwards, amerikanischer Prediger, Missionar und Führer der Erweckungsbewegung des Great Awakening
- 1703: Christian Weise, deutscher lutherischer Theologe und Pädagoge

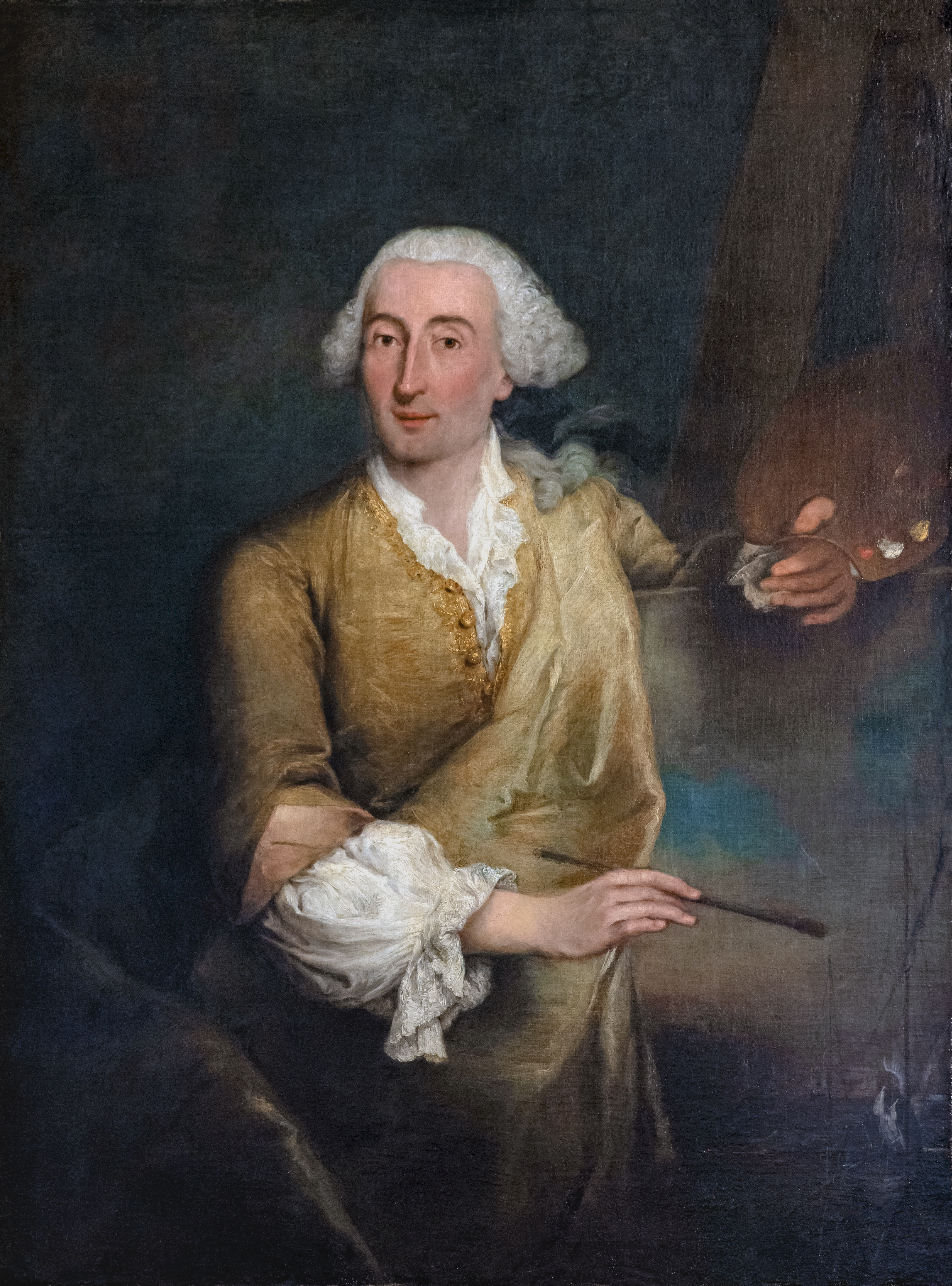
Francesco Guardi (* 1712)

- 1712: Francesco Guardi, italienischer Maler
- 1713: Denis Diderot, französischer Schriftsteller und Aufklärer
- 1717: Marie-Anne de Mailly-Nesle, französische Adelige, Mätresse Ludwigs XV.
- 1728: Charles d’Éon de Beaumont, französischer Diplomat, Soldat, Freimaurer, Schriftsteller und Degenfechter
- 1736: Friedrich Ernst von Bülow, kurhannoverscher Offizier, Gutsbesitzer und Landschaftsdirektor
- 1737: Alexei Grigorjewitsch Orlow, russischer Admiral, Bruder von Grigori Orlow
- 1745: Barbara Schulthess, Zürcher Bürgerin, Freundin von Johann Wolfgang von Goethe und Johann Caspar Lavater
- 1757: Charles de Lameth, französischer General

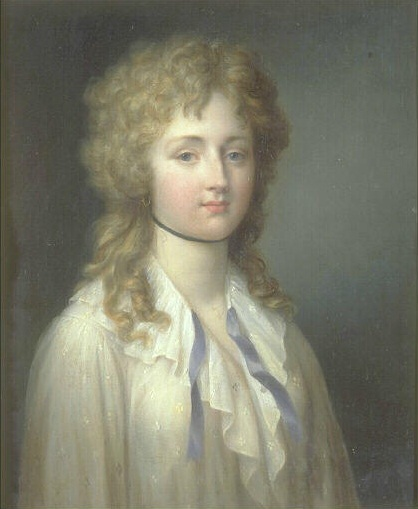
Louise-Adélaïde de Bourbon-Condé (* 1757)

- 1757: Louise-Adélaïde de Bourbon-Condé, Äbtissin von Remiremont und benediktinische Klostergründerin
- 1758: August Lafontaine, deutscher Schriftsteller
- 1759: Johann Gottfried Jentzsch, deutscher Landschaftsmaler, Zeichner und Kupferstecher
- 1764: August von Hartmann, württembergischer Beamter und Hochschullehrer
- 1766: Rafael Barroeta y Castilla, Präsident von Costa Rica
- 1770: Carl August Alsleben, preußischer Politiker
- 1775: Anton Klein, deutscher Politiker, Bürgermeister von Essen
- 1777: Guillaume Dupuytren, französischer Mediziner und Chirurg
- 1778: Ernst Ludwig von Aster, preußischer General
- 1780: Benedict Arnold, US-amerikanischer Politiker, Mitglied des Repräsentantenhauses
- 1781: Bernard Bolzano, böhmischer Theologe, Mathematiker und Philosoph
- 1787: Pierre Roll, französischer Komponist
- 1789: William Scoresby, britischer Seefahrer und Forscher

### 19. Jahrhundert
- 1817: Gustave Chaudey, französischer Jurist und Politiker
- 1817: Eduard Franck, deutscher Komponist
- 1821: Rudolf Haym, deutscher Philosoph und Literaturhistoriker
- 1823: Louis de Weck-Reynold, Schweizer Landwirt und Politiker

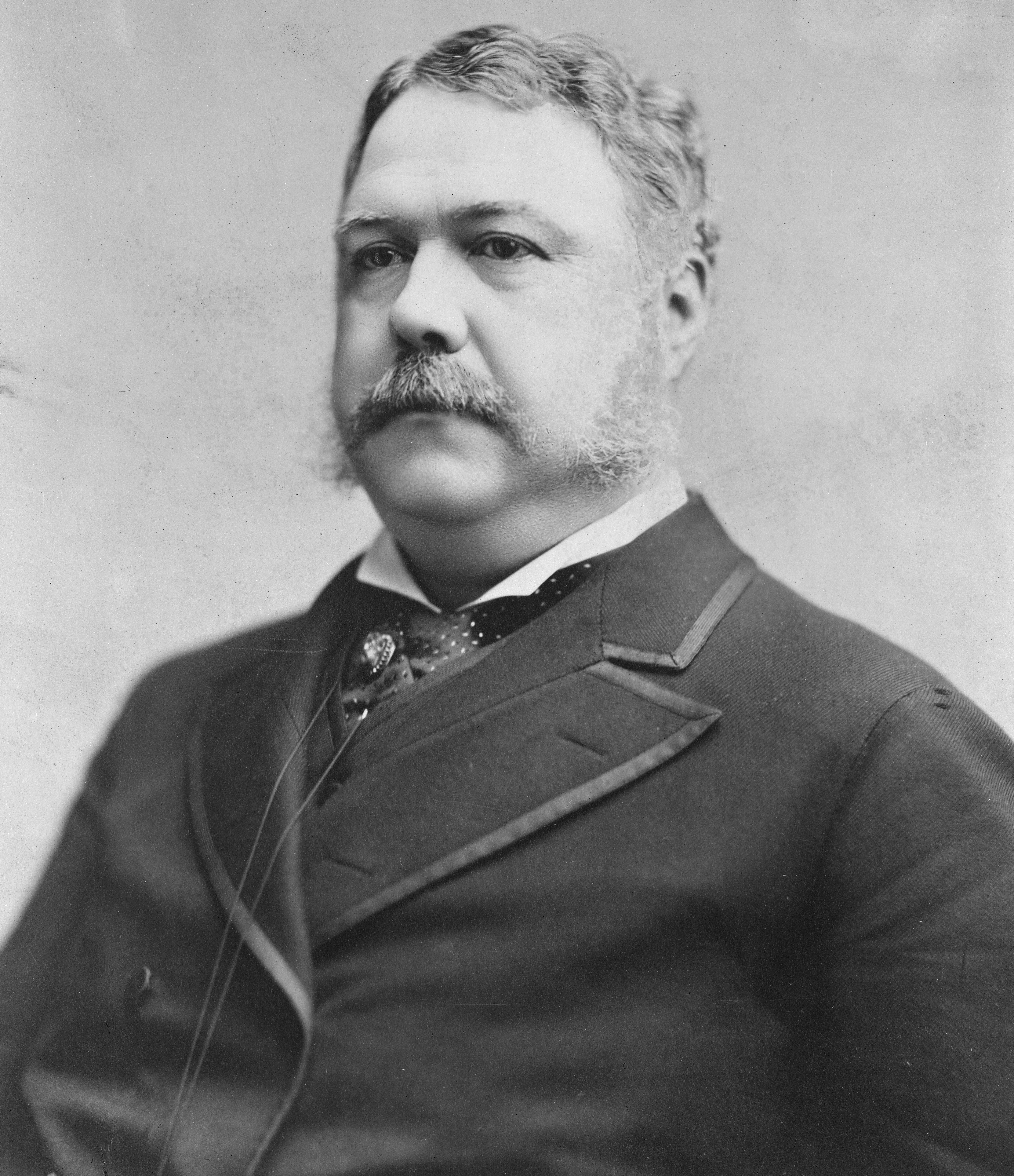
Chester A. Arthur (* 1830)

- 1830: Chester A. Arthur, US-amerikanischer Politiker, Vizepräsident, Staatspräsident
- 1834: Benjamin Dufernex, Schweizer Jurist und Politiker
- 1834: Hermann Wildpret, Schweizer Gärtner und Botaniker
- 1836: Enomoto Takeaki, japanischer Admiral
- 1840: Johann II., Fürst von Liechtenstein
- 1843: Claudio Rebagliati, Komponist, Geiger, Dirigent und Musikpädagoge
- 1844: Francis William Reitz, Präsident des Oranje-Freistaats und Außenminister der Südafrikanischen Republik
- 1848: Alexander Kisch, böhmischer Rabbiner
- 1848: Guido von List, österreichischer okkulter Autor, Begründer der Ariosophie
- 1849: Wilhelm Blos, deutscher Journalist, Schriftsteller und Politiker, MdR, Staatspräsident von Württemberg
- 1850: Ludwig Wilser, deutscher Arzt, völkischer Schriftsteller und Rassenhistoriker
- 1856: Hermann Brandt, deutscher Siedler und Landwirt
- 1857: Fedor von Zobeltitz, deutscher Journalist und Schriftsteller
- 1862: Wilhelm Solf, deutscher Politiker und Diplomat
- 1863: Ludwig Borchardt, deutscher Ägyptologe
- 1864: Wilhelm Lattmann, deutscher Politiker
- 1864: Louis Jean Lumière, französischer Chemiker und Unternehmer
- 1866: Hans Hausrath, deutscher Forstwissenschaftler
- 1867: Frank H. Hitchcock, US-amerikanischer Politiker
- 1868: Hubert Schnofl, österreichischer Politiker, Landtagsabgeordneter und Bürgermeister
- 1871: Anna Ahrens, niederdeutsche Heimatdichterin
- 1873: Otto Falckenberg, deutscher Regisseur
- 1875: Cyril Rootham, britischer Komponist

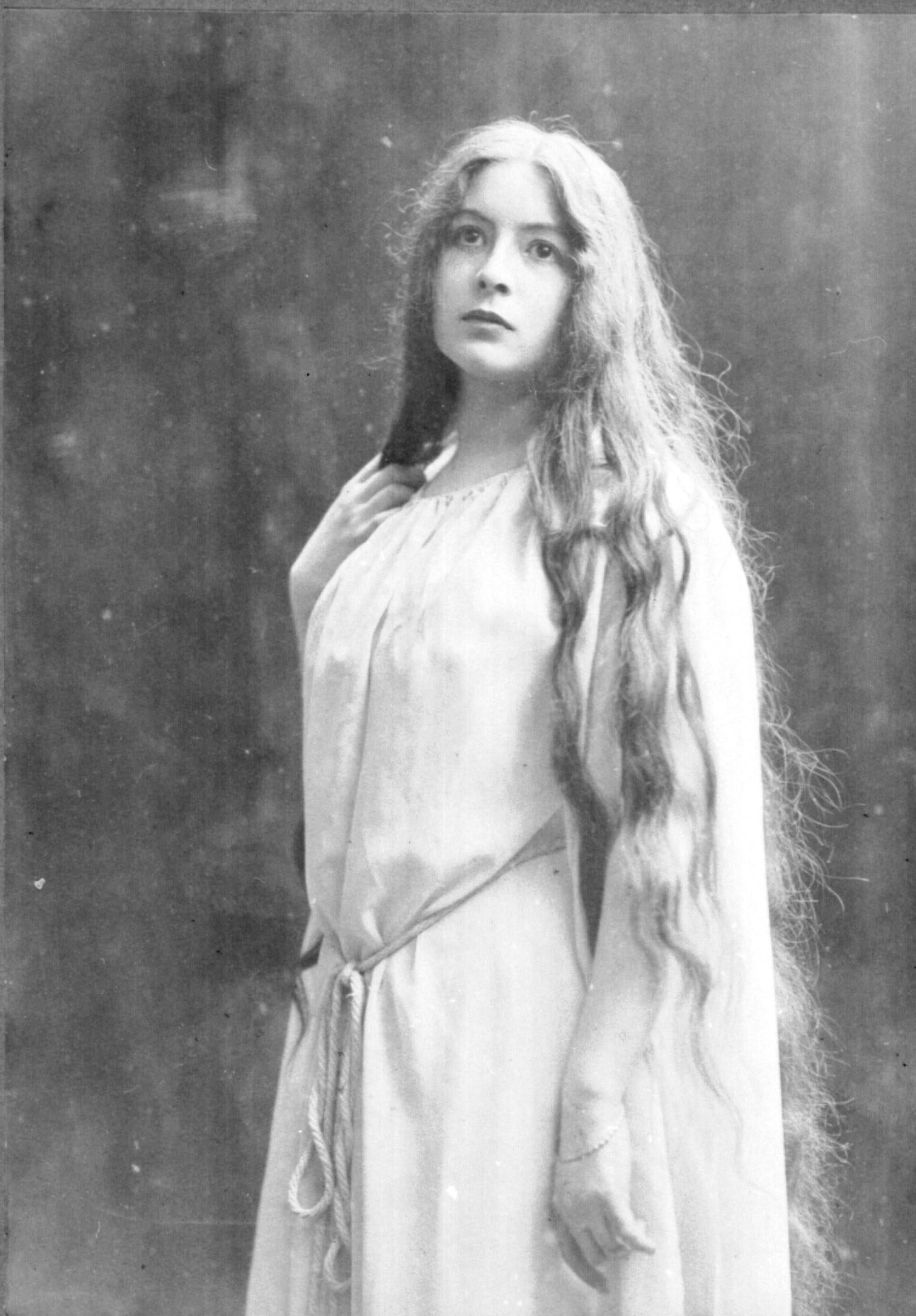
Lola Artôt (* 1876)

- 1876: Lola Artot de Padilla, französisch-spanische Sopranistin
- 1876ː Alessandra di Rudini, italienische Karmelitin, Priorin und Klostergründerin in Frankreich
- 1878: Erich Kühn, deutscher Schriftsteller und Redakteur
- 1878: Arno Nadel, deutscher Musikwissenschaftler, Schriftsteller, Komponist und Maler
- 1879: Halfdan Cleve, norwegischer Komponist
- 1879: Francis Peyton Rous, US-amerikanischer Pathologe und Krebsforscher, Nobelpreisträger
- 1882: Robert Goddard, US-amerikanischer Raketenbauer
- 1882: Giorgio Abetti, italienischer Astronom
- 1885: Ida Lwowna Rubinstein, russische Tänzerin
- 1887: Max Ackermann, deutscher Maler und Grafiker
- 1887: René Cassin, französischer Jurist und Diplomat, Verfasser der Allgemeinen Erklärung der Menschenrechte der UN, Nobelpreisträger
- 1887: Nils Middelboe, dänischer Fußballspieler
- 1888: Akiba Takashi, japanischer Soziologe

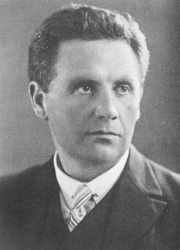
Dirk Coster (* 1889)

- 1889: Dirk Coster, niederländischer Physiker
- 1890: Kasimir Edschmid, deutscher Schriftsteller des Expressionismus
- 1892: Leyland Hodgson, englischer Schauspieler
- 1893: Lajos Czeizler, ungarischer Fußballtrainer
- 1894: Del Andrews, US-amerikanischer Filmregisseur und Drehbuchautor
- 1894: Friedrich-Carl Rabe von Pappenheim, deutscher Generalleutnant und Diplomat
- 1894: Bevil Rudd, südafrikanischer Leichtathlet, Olympiasieger
- 1895: Edmond Bourlier, französischer Autorennfahrer
- 1897: Gaspar Cassadó, spanischer Cellist
- 1897: George Salter, deutsch-US-amerikanischer Gewerbegrafiker und Bühnenbildner
- 1898: Ervin Šinko, ungarischer Schriftsteller und Professor
- 1898: Ewald Balser, deutscher Schauspieler
- 1899: Hans Achinger, deutscher Nationalökonom und Sozialwissenschaftler
- 1899: Little Hat Jones, US-amerikanischer Bluesmusiker
- 1900: Nakayama Gishū, japanischer Schriftsteller
- 1900: Louise Stomps, deutsche Bildhauerin und Grafikerin

### 20. Jahrhundert

#### 1901–1925
- 1901: John Alton, US-amerikanischer Kameramann, Oscar-Preisträger
- 1902: Alphonse De Wette, belgischer Ruderer
- 1902: Larry Fine, US-amerikanischer Komiker (The Three Stooges)
- 1902: Michał Kondracki, polnischer Komponist
- 1902: Ray Kroc, US-amerikanischer Unternehmer, Gründer der McDonald’s Corporation
- 1902: Sergei Juljewitsch Konjus, russischer Komponist
- 1902: Zaharia Stancu, rumänischer Schriftsteller
- 1902: Béla Szendey, ungarischer Ruderer
- 1903ː Harald Poelchau, deutscher Gefängnispfarrer, religiöser Sozialist und Widerstandskämpfer gegen den Nationalsozialismus
- 1904: Harald Lechenperg, deutsch-österreichischer Fotograf, Journalist und Dokumentarfilmer
- 1905: Karl Gall, österreichischer Fußballspieler
- 1906: Ciro dos Anjos, brasilianischer Jurist, Journalist und Schriftsteller
- 1907: Cor de Feijter, niederländischer Schachkomponist

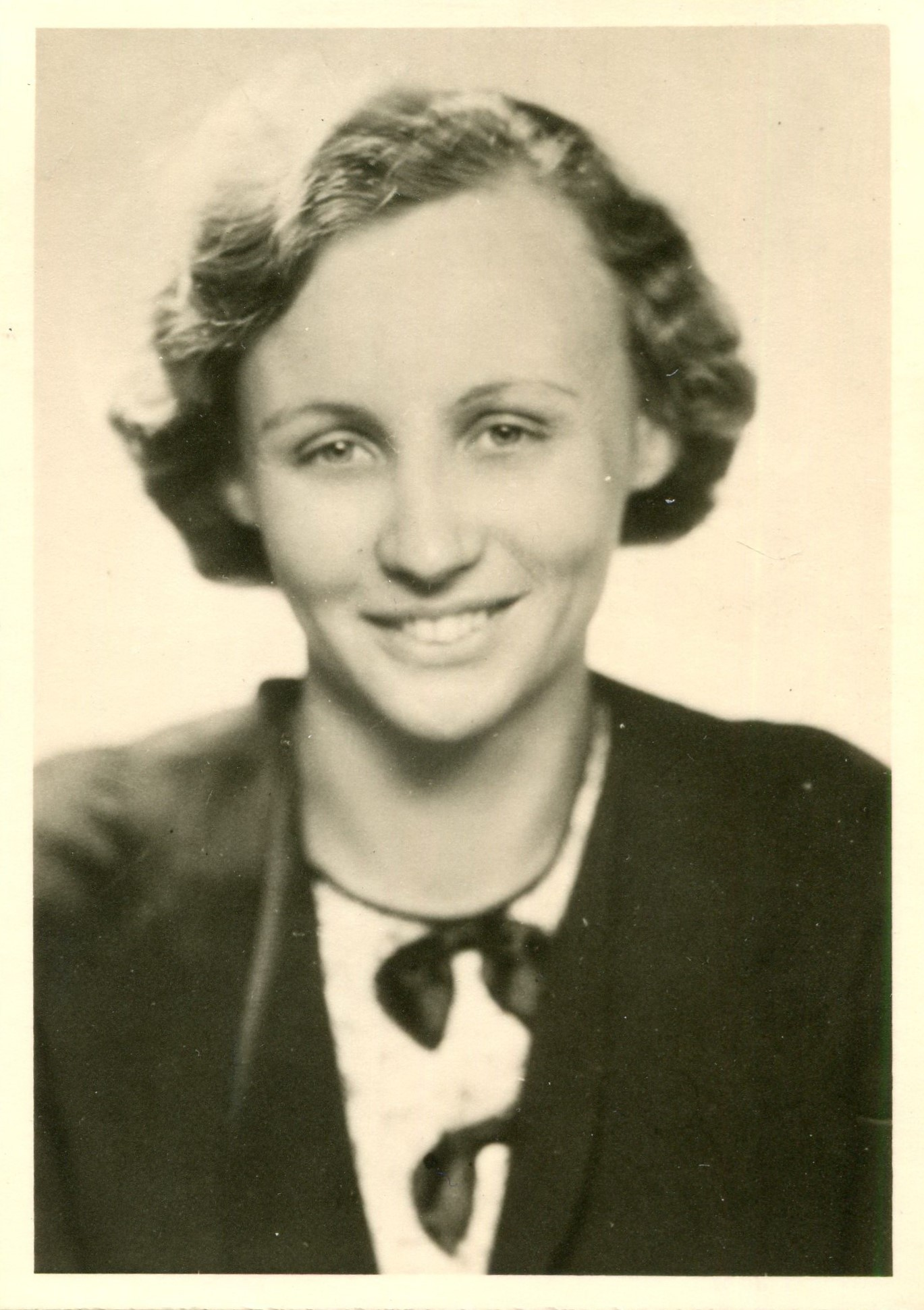
Rose Schlösinger (* 1907)

- 1907ː Rose Schlösinger, deutsche Widerstandskämpferin, Opfer des Nationalsozialismus
- 1908: Paul-Émile Corbeil, kanadischer Sänger und Gesangspädagoge, Rundfunkproduzent und Schauspieler
- 1908: Joshua Logan, US-amerikanischer Regisseur
- 1909: Ilse Abel, deutsche Schauspielerin
- 1909: Otto Ackermann, Schweizer Dirigent
- 1909: Bohdan-Ihor Antonytsch, ukrainischer Poet und Prosaist
- 1909: Leopold Kohr, österreichischer Ökonom und Philosoph
- 1909: Walter Markov, deutscher Historiker
- 1911: Brian O’Nolan, irischer Schriftsteller
- 1913: Russ Letlow, US-amerikanischer American-Football-Spieler

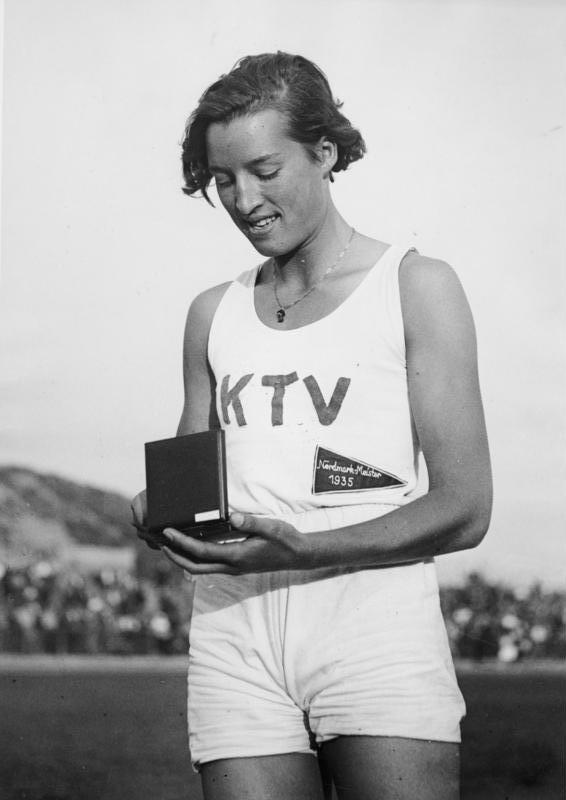
Elfriede Kaun (* 1914)

- 1914: Elfriede Kaun, deutsche Leichtathletin und Olympiamedaillengewinnerin
- 1915: Bob Astor, US-amerikanischer Komponist und Bandleader
- 1916: Ronald Leigh-Hunt, britischer Schauspieler
- 1917: Robert Adams, britischer Bildhauer
- 1917: Allen Ludden, US-amerikanischer Moderator und Schauspieler
- 1919: Harold Bell, US-amerikanischer Merchandising-Agent
- 1919: Donald Pleasence, britischer Schauspieler
- 1919: Vojtech Zamarovský, slowakischer Historiker, Schriftsteller und Übersetzer
- 1920: Gert Westphal, deutscher Schauspieler und Regisseur
- 1920: Meliton Kantaria, sowjetischer Soldat, der die Siegesfahne auf dem Reichstag hisste
- 1921: Johann Atrops, deutscher Ingenieur
- 1921: Joachim Piefke, deutscher Manager
- 1921: Horst Scholze, deutscher Glaschemiker und Hochschullehrer
- 1921: Asta Vorsteher, deutsche Weberin und Malerin
- 1921: Bill Willis, US-amerikanischer American-Football-Spieler und -Trainer

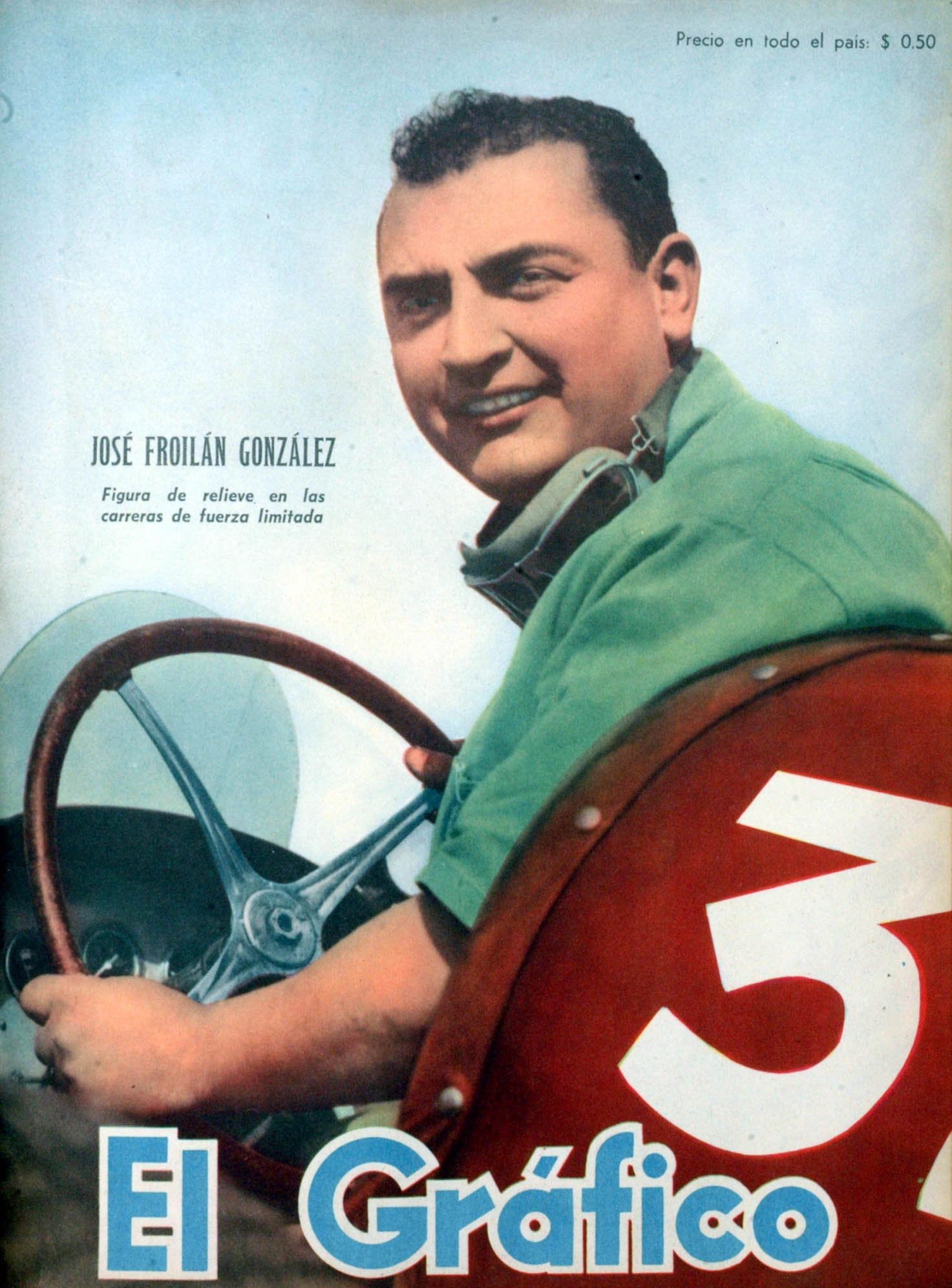
José Froilán González (* 1922)

- 1922: José Froilán González, argentinischer Rennfahrer
- 1922: Woodrow Parfrey, US-amerikanischer Schauspieler
- 1922: Josef de Ponte, ungarisch-deutscher Kirchenmaler
- 1922: Jock Stein, schottischer Fußballtrainer
- 1923: Stig Dagerman, schwedischer Journalist und Schriftsteller
- 1923ː Glynis Johns, britische Schauspielerin, Pianistin, Sängerin und Tänzerin
- 1924: José Donoso, chilenischer Schriftsteller
- 1925: Roberto Juarroz, argentinischer Dichter und Schriftsteller
- 1925: Paul Wild, Schweizer Astronom

#### 1926–1950
- 1926: Gottfried Michael Koenig, deutscher Komponist
- 1927: Rolf Herricht, deutscher Schauspieler
- 1928: Helvi Jürisson, estnische Dichterin, Übersetzerin und Kinderbuchautorin
- 1928: Kurt Tschenscher, deutscher Fußballschiedsrichter
- 1929: Autherine Lucy, US-amerikanische Pädagogin und Aktivistin
- 1930: Kurt Adelmann, deutscher Politiker und Gewerkschafter, MdL

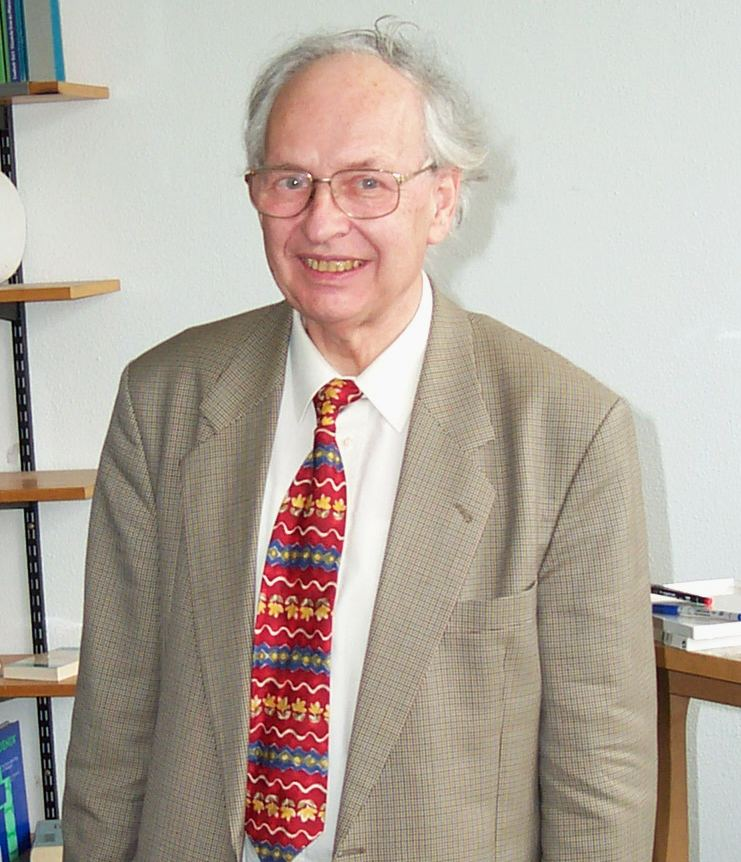
Reinhard Selten (* 1930)

- 1930: Reinhard Selten, deutscher Wirtschaftswissenschaftler und Nobelpreisträger
- 1930: Shugyō Takahashi, japanischer Haikudichter
- 1932: Neal Ascherson, schottischer Journalist und Schriftsteller
- 1932: Johanna Matz, österreichische Schauspielerin
- 1932: Gustava Schefer-Viëtor, deutsche Pädagogin, Erziehungswissenschaftlerin, Geschlechterforscherin und Feministin
- 1933: Billy Lee Riley, US-amerikanischer Rock-a-Billy-, Blues- und Country-Musiker
- 1934: Robert Theodore Anderson, US-amerikanischer Organist, Komponist und Musikpädagoge
- 1934: Nikolai Alexandrowitsch Durakow, russischer Bandyspieler
- 1934: João Maria Messi, italienischer Geistlicher, Altbischof von Barra do Piraí-Volta Redonda
- 1935: Takashi Sasagawa, japanischer Politiker, Minister
- 1936: Gérard Aygoui, französischer Fußballspieler
- 1936: Richard Blystone, US-amerikanischer Journalist

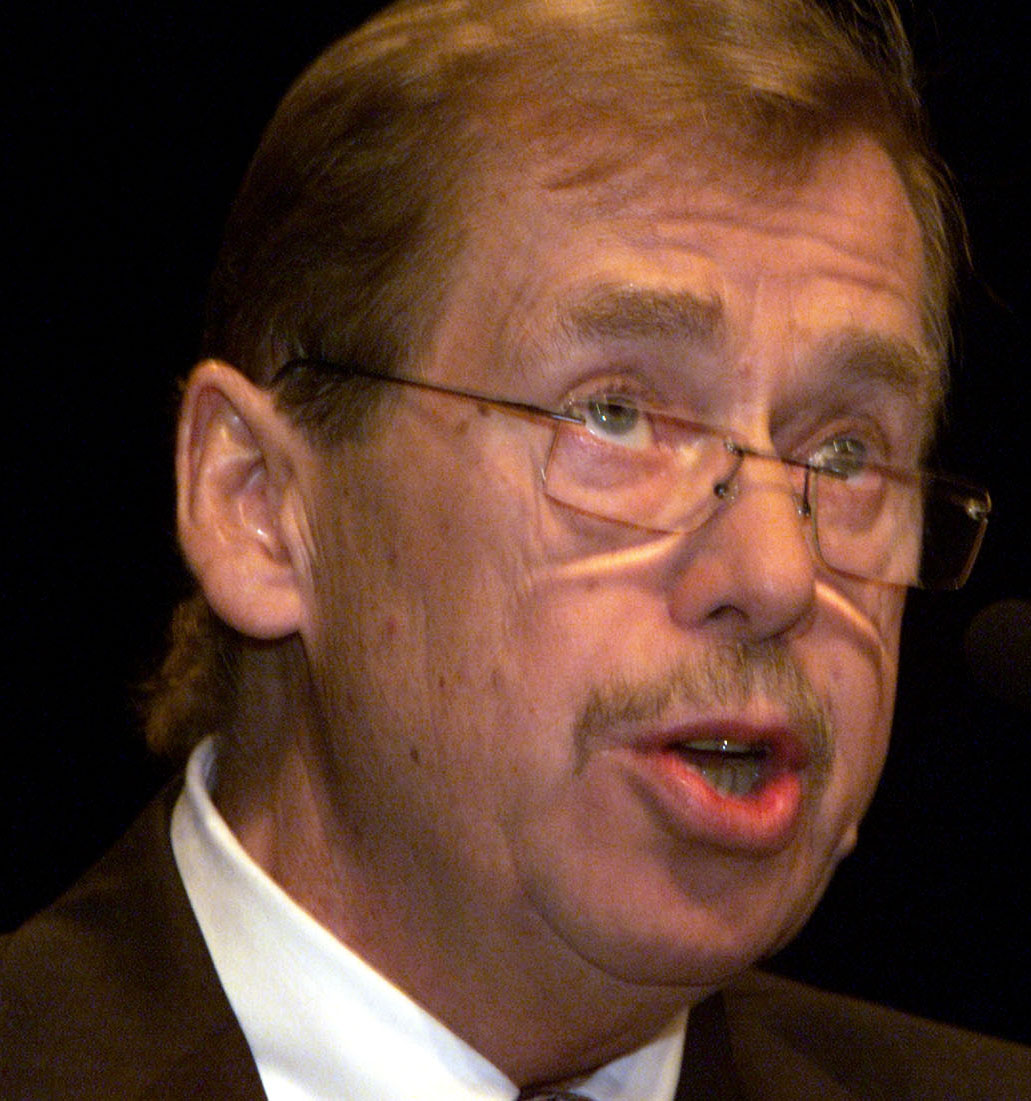
Václav Havel (* 1936)

- 1936: Václav Havel, tschechischer Schriftsteller und Politiker, Staatspräsident
- 1936: Annerose Schmidt, deutsche Pianistin
- 1937: Brian Maunsell, neuseeländischer Boxer
- 1937: Abi Ofarim, israelischer Sänger
- 1937: Barry Switzer, US-amerikanischer American-Football-Spieler und -Trainer
- 1938: Johnny Duncan, US-amerikanischer Country-Sänger
- 1938: Horst Heinrich, deutscher Politiker, MdL
- 1938: Wolf Krötke, deutscher evangelischer Theologe
- 1939: Marie Laforêt, französische Chanson-Sängerin und Schauspielerin
- 1939: Albrecht Müller, deutscher Fußballspieler
- 1939: A. R. Penck, deutscher Maler
- 1939: Heinz Ruß, österreichischer Fußballspieler
- 1940: Rein Aun, estnischer Leichtathlet, Olympiamedaillengewinner
- 1940: Manfred Bissinger, deutscher Publizist
- 1940: Giacomo Caliri, italienischer Rennwagen-Konstrukteur und Aerodynamiker
- 1940ː Genovaitė Dambrauskienė, litauische Arbeitsrechtlerin
- 1940: Siegfried Spahn, deutscher Generalarzt
- 1941: Manfred Bofinger, deutscher Grafiker und Cartoonist
- 1941: Eduardo Duhalde, argentinischer Politiker, Staatspräsident
- 1942: Charles Ansbacher, US-amerikanischer Dirigent
- 1942: Konstanze Görres-Ohde, deutsche Juristin, Richterin und Gerichtspräsidentin
- 1942: John Seale, australischer Kameramann
- 1943: Steve Miller, US-amerikanischer Musiker, Sänger und Songschreiber
- 1943: Gerhard Mussner, italienischer Skirennläufer
- 1943: Maciej Paderewski, polnischer Pianist und Musikpädagoge

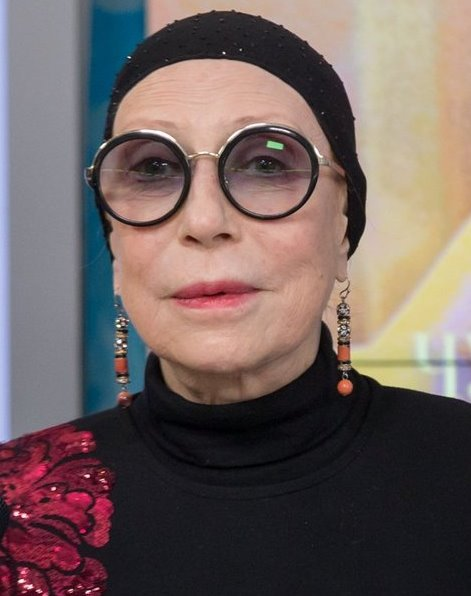
Inna Tschurikowa (* 1943)

- 1943: Inna Michailowna Tschurikowa, russische Schauspielerin
- 1944: Michael Ande, deutscher Schauspieler
- 1944: Richard Cragun, US-amerikanischer Tänzer
- 1944: Cesare Nosiglia, italienischer Geistlicher, Erzbischof von Turin
- 1945: Brian Connolly, britischer Sänger (The Sweet)
- 1945: Bernard Vallée, französischer Fechter
- 1945: Michael Wurm, deutscher Jurist, Richter am Bundesgerichtshof
- 1946: Vic Armstrong, britischer Stuntman
- 1946: Edward Włodarczyk, polnischer Historiker
- 1947: Johannes Attems, österreichischer Bankmanager
- 1947: Brian Johnson, britischer Sänger (AC/DC)
- 1947: Michael Keyser, US-amerikanischer Autorennfahrer, Journalist und Fotograf
- 1948: Bianca, deutsche Sängerin und Komponistin
- 1949: Peter Ackroyd, britischer Schriftsteller
- 1949: Christian Brand, deutscher Bankmanager
- 1949: Klaus Ludwig, deutscher Rennfahrer
- 1949: Roger Thiriet, Schweizer Journalist und Drehbuchautor
- 1950: Eddie Clarke, britischer Rockmusiker (Motörhead)
- 1950: Laura Gemser, indonesische Schauspielerin
- 1950: Paola Felix, Schweizer Sängerin und Fernsehmoderatorin
- 1950: Hugo Hovenkamp, niederländischer Fußballspieler
- 1950: James Rizzi, US-amerikanischer Künstler

#### 1951–1975
- 1951: Karen Allen, US-amerikanische Schauspielerin

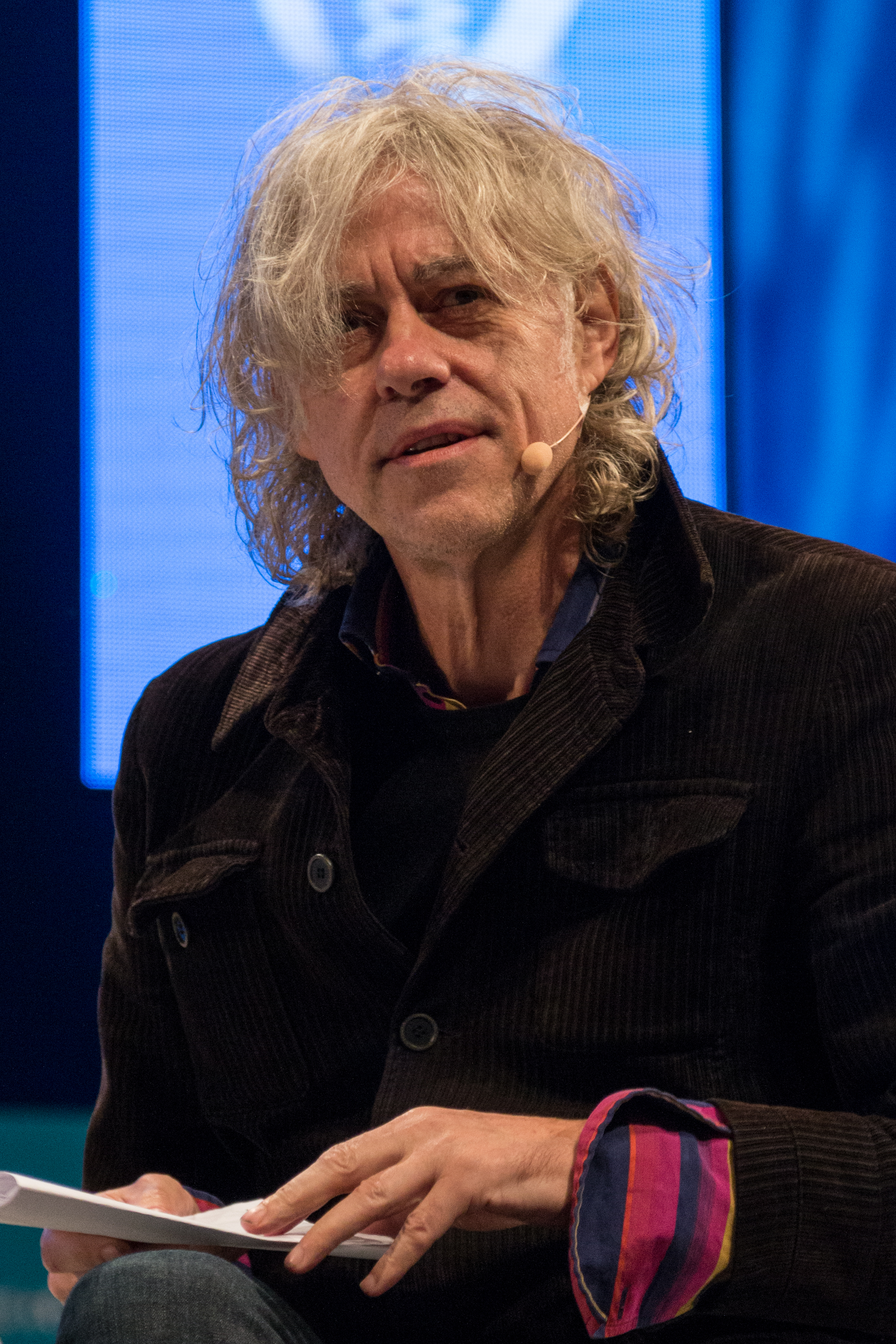
Bob Geldof (* 1951)

- 1951: Bob Geldof, irischer Musiker und Songschreiber (Boomtown Rats)
- 1951: Detlev Jöcker, deutscher Kinderliedermacher
- 1952: Regine Aeppli, Schweizer Politikerin
- 1952: Clive Barker, britischer Schriftsteller, Graphiker, Maler und Regisseur
- 1952: Harold Faltermeyer, deutscher Musiker, Songschreiber und Musikproduzent
- 1952: David Lebón, argentinischer Rockmusiker
- 1952: Wladimir Michailowitsch Newsorow, sowjetisch-russischer Judoka
- 1953: Josef Christian Aigner, österreichischer Psychoanalytiker und -therapeut
- 1953ː Sibylle Schönemann, deutsche Filmregisseurin, DDR-Dissidentin
- 1953: Pierre de Thoisy, französischer Autorennfahrer
- 1954: Jimmy Hartwig, deutscher Fußballspieler und Theaterschauspieler
- 1955: Michał Lorenc, polnischer Filmkomponist

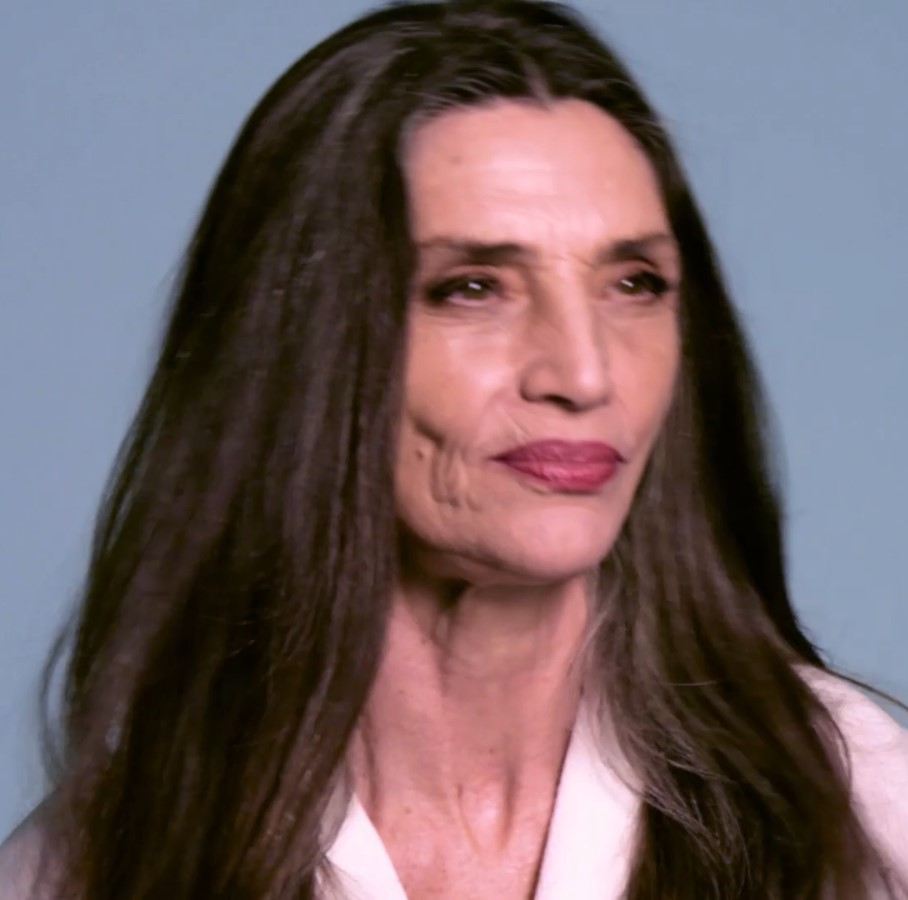
Ángela Molina (* 1955)

- 1955: Ángela Molina, spanische Schauspielerin
- 1955: Bernhard Weßels, deutscher Politologe
- 1957: Bernie Mac, US-amerikanischer Filmschauspieler und -kritiker
- 1958: Antonio Di Gennaro, italienischer Fußballspieler
- 1958: Neil deGrasse Tyson, US-amerikanischer Astrophysiker
- 1959: Maya Ying Lin, US-amerikanische Künstlerin und Architektin
- 1959: Thomas Remark, deutscher Fußballspieler
- 1960: Toomas Annus, estnischer Unternehmer und Investor
- 1960: Careca, brasilianischer Fußballspieler
- 1960: Max Nagl, österreichischer Jazzsaxophonist und Komponist
- 1960: Evangelia Tzampazi, griechische Politikerin
- 1961: Bernd Arnholdt, deutscher Fußballspieler
- 1961: Hans-Jörg Hildebrandt, deutscher Fußballspieler
- 1962: Michael Andretti, US-amerikanischer Autorennfahrer und Rennstallbesitzer
- 1962: Johannes Reitmeier, deutscher Autor, Regisseur und Intendant

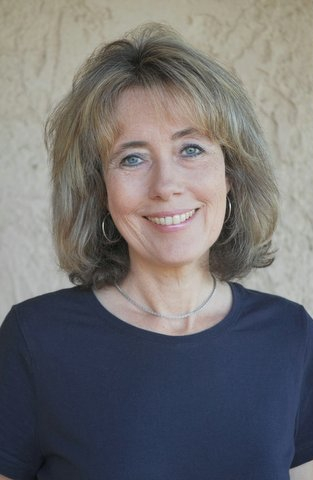
Charlotte Link (* 1963)

- 1963: Charlotte Link, deutsche Schriftstellerin
- 1963: Alexandra Thein, deutsche Politikerin
- 1964: Damian Conway, australischer Informatikprofessor
- 1964: Andrea Gamarnik, argentinische Molekularvirologin
- 1964: Annette Paulmann, deutsche Schauspielerin
- 1965: Mario Lemieux, kanadischer Eishockeyspieler
- 1965: Patrick Roy, kanadischer Eishockeyspieler
- 1965: Sven Hasper, deutscher Schauspieler und Synchronsprecher
- 1966: Inessa Krawez, ukrainische Leichtathletin, Olympiasiegerin
- 1966ː Beate Schmidt, deutsche Serienmörderin
- 1967: Guy Pearce, australischer Schauspieler
- 1967: Tim Carter, englischer Fußballspieler
- 1967: Jenna Russell, britische Theaterschauspielerin
- 1967: Ralph Szepanski, deutscher Fernsehmoderator
- 1968: Matthias Anklam, deutscher Fußballschiedsrichter
- 1968: Julie Ashton, US-amerikanische Pornodarstellerin
- 1968: Nana, deutscher Rapper und DJ
- 1969: Sven Dietrich, deutscher Lokalpolitiker
- 1970: Mark Ella, deutscher Politiker
- 1970: Nicolas Fontaine, kanadischer Freestyle-Skier
- 1970: Marcus Wadsak, österreichischer Meteorologe und Radio- und Fernsehmoderator
- 1970: Berat Yenilmez, türkischer Schauspieler
- 1971: Marco Antwerpen, deutscher Fußballspieler und -trainer
- 1971: Mauricio Pellegrino, argentinischer Fußballspieler
- 1971: Nicola Rizzoli, italienischer Fußballschiedsrichter
- 1972: Annely Akkermann, estnische Politikerin
- 1972: Aljaksej Mjadswedseu, belarussischer Ringer
- 1972: Grant Hill, US-amerikanischer Basketballspieler
- 1973: Andrea Gesch, deutsche Ruderin
- 1974: Robert Mateja, polnischer Skispringer und -sprungtrainer
- 1974: Martín Rodríguez, argentinischer Segler
- 1975: Kate Winslet, britische Schauspielerin
- 1975: Parminder Nagra, indisch-britische Schauspielerin

#### 1976–2000

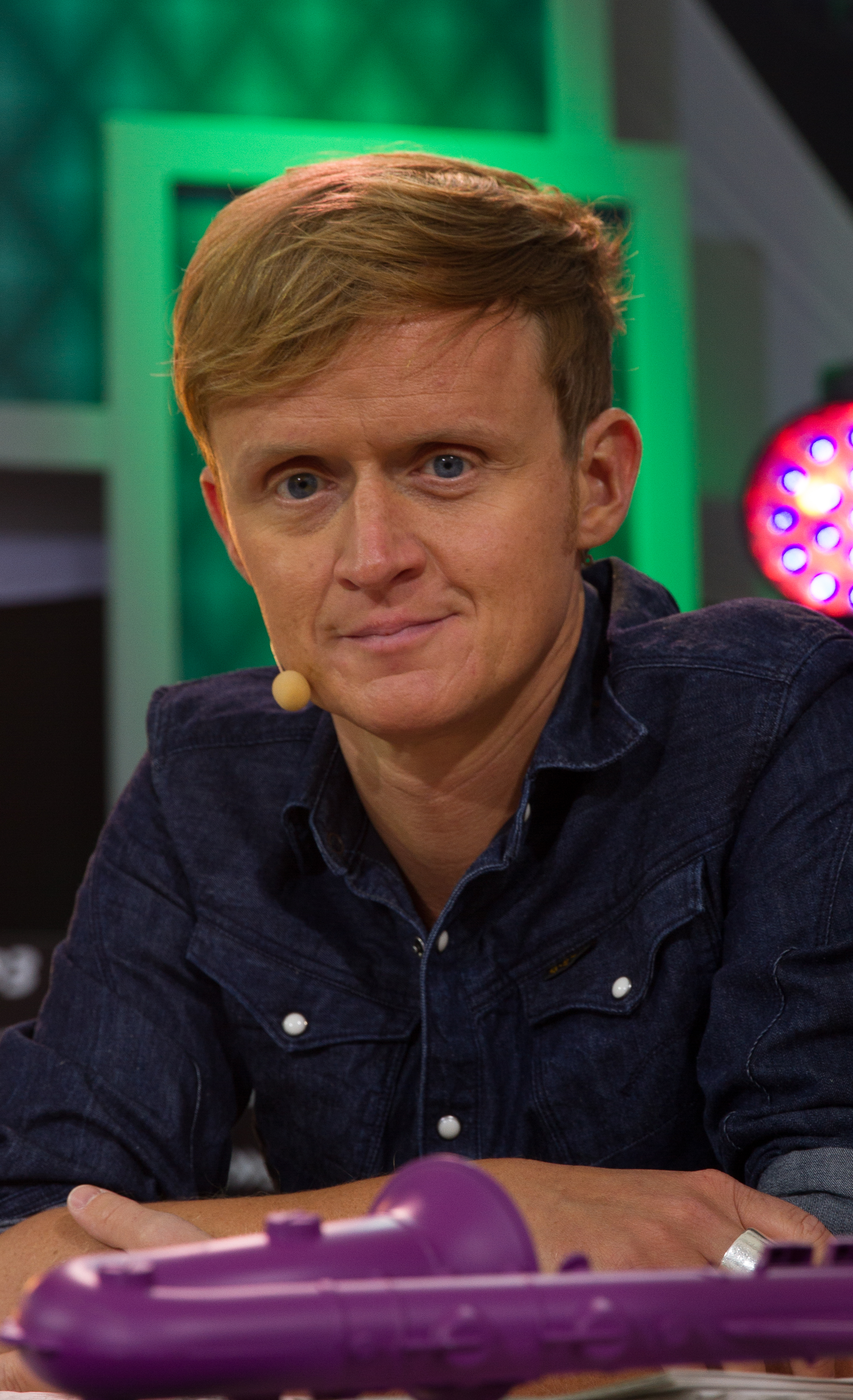
Pierre M. Krause (* 1976)

- 1976: Pierre M. Krause, deutscher Fernsehmoderator
- 1976: Sven Lintjens, deutscher Fußballspieler
- 1976: Stefan Paul, deutscher Jurist
- 1977: Anja Richter, österreichische Wasserspringerin
- 1978: Mirko Lang, deutscher Schauspieler
- 1978: Hamad Ndikumana, ruandischer Fußballspieler
- 1978: James Valentine, US-amerikanischer Musiker
- 1980: Damir Doborac, bosnischer Handballspieler
- 1980: James Toseland, britischer Motorradrennfahrer
- 1981: Zhang Yining, chinesische Tischtennisspielerin
- 1982: Victor Moreira, andorranischer Fußballspieler

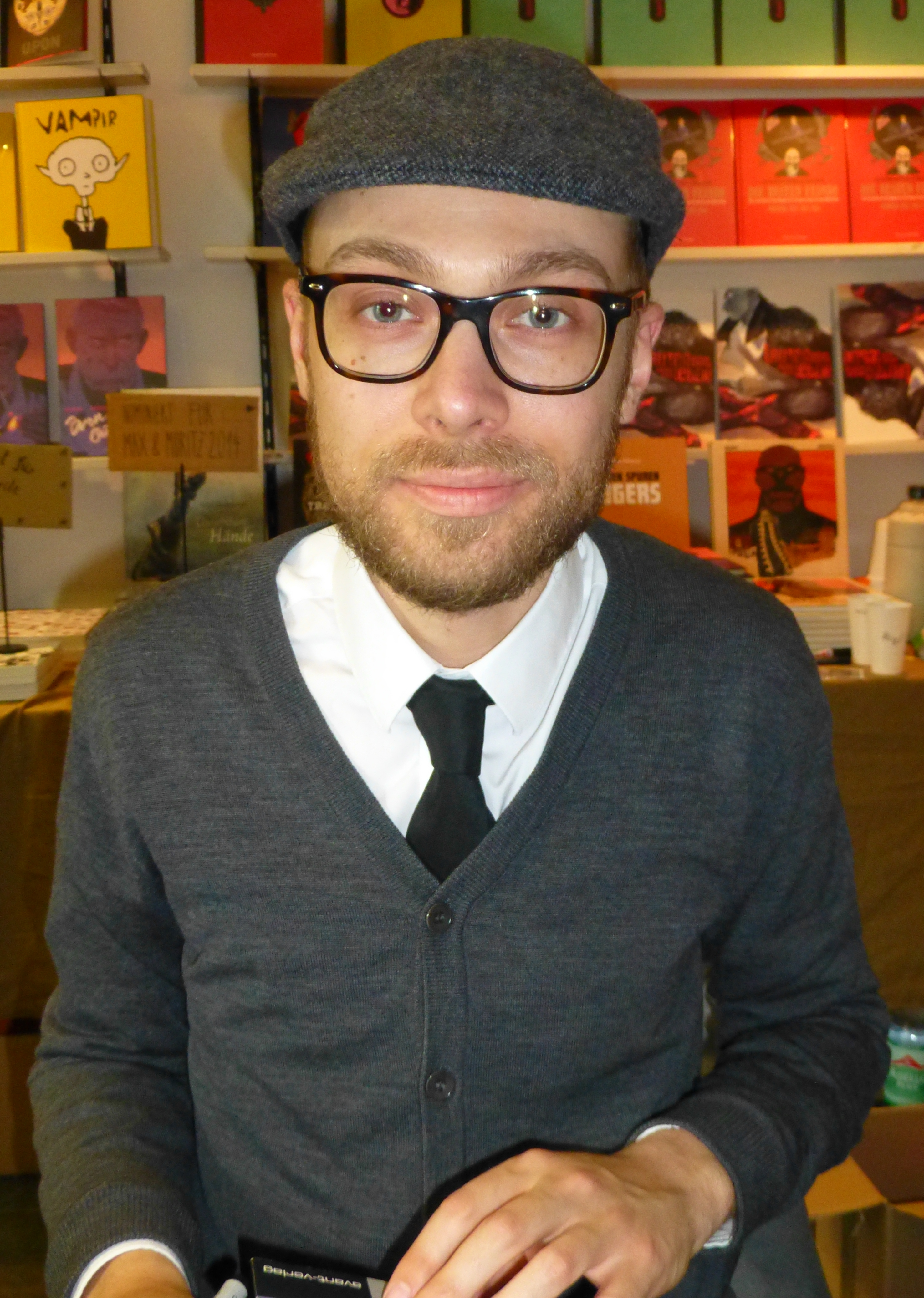
Simon Schwartz (* 1982)

- 1982: Simon Schwartz, deutscher Comickünstler und Illustrator
- 1983: Ees, namibischer Musiker
- 1983: Corine Franco, französische Fußballspielerin
- 1983: Florian Mayer, deutscher Tennisspieler
- 1984: Zlatko Dedič, slowenischer Fußballspieler
- 1984: Clint Jones, US-amerikanischer Skispringer
- 1984: Kenwyne Jones, Fußballspieler aus Trinidad & Tobago
- 1985: Matteo Marsaglia, italienischer Skirennläufer
- 1985: Sian Massey-Ellis, englische Fußballschiedsrichterassistentin
- 1986: Sarah Knappik, deutsches Model und Reality-TV-Teilnehmerin
- 1987: Foluke Akinradewo, US-amerikanische Volleyballspielerin
- 1987: Kevin Mirallas, belgischer Fußballspieler
- 1987: Morten Skou, dänischer Handballspieler
- 1987: Javier Villa, spanischer Rennfahrer
- 1988: Sona Əhmədli, aserbaidschanische Ringerin
- 1988: Adrián Campos jr., spanischer Rennfahrer

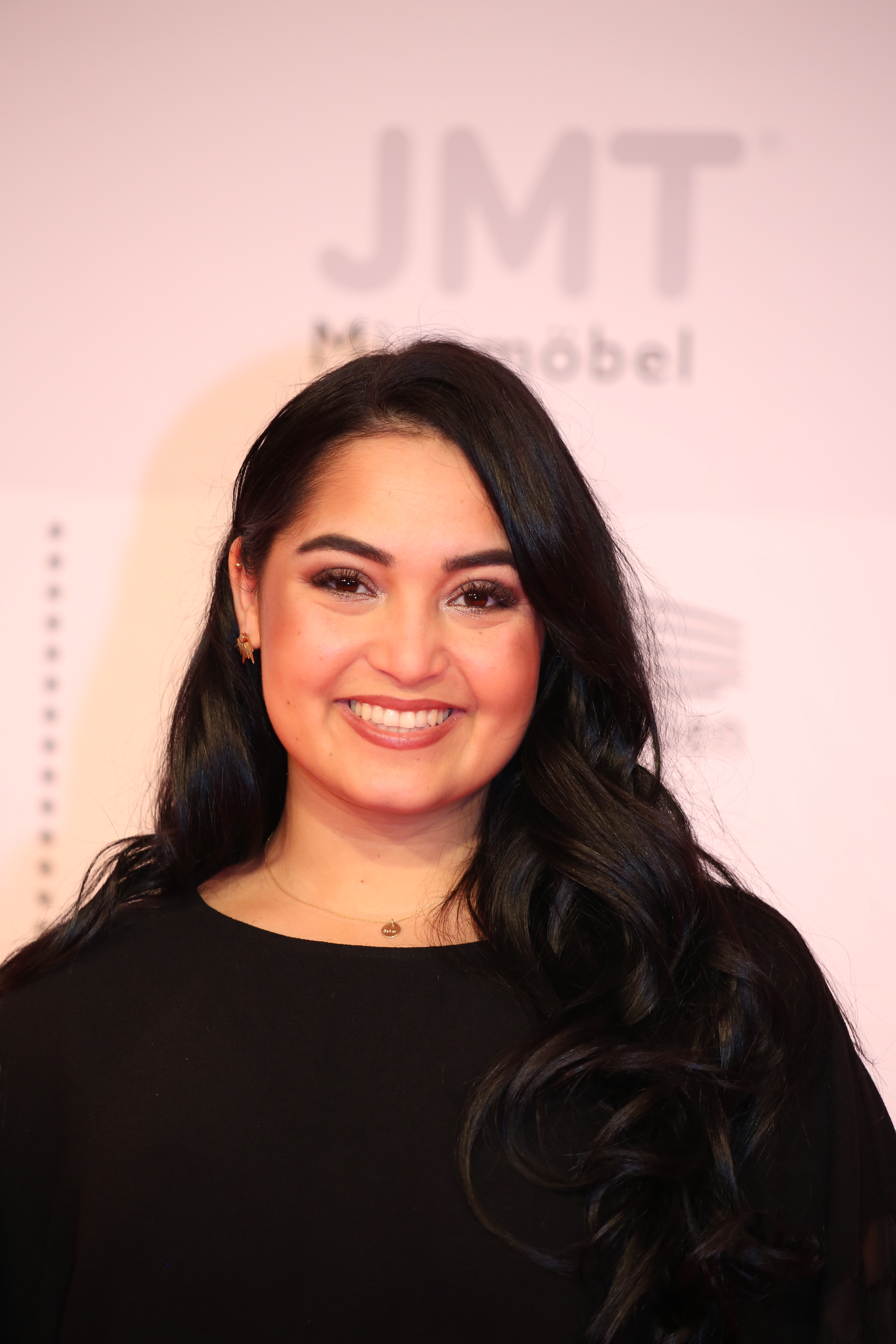
Bahar Kizil (* 1988)

- 1988: Bahar Kizil, deutsche Sängerin (Monrose)
- 1989: Žanna Juškāne, lettische Biathletin
- 1989: Sara Tunes, kolumbianische Pop- und Dance-Sängerin
- 1989: Kimiya Satō, japanischer Rennfahrer
- 1990: Ferdinand Oswald, deutscher Fußballspieler
- 1991: Olga von Luckwald, deutsche Schauspielerin
- 1991: Arthur Pic, französischer Rennfahrer
- 1991: Tornike Schengelia, georgischer Basketballspieler
- 1991: Christopher Weber, deutscher Bobfahrer
- 1992: Jamiu Alimi, nigerianischer Fußballspieler
- 1992: Aitor Ariño, spanischer Handballspieler
- 1992: Sven Bärtschi, Schweizer Eishockeyspieler
- 1992: Annika Bruhn, deutsche Schwimmerin

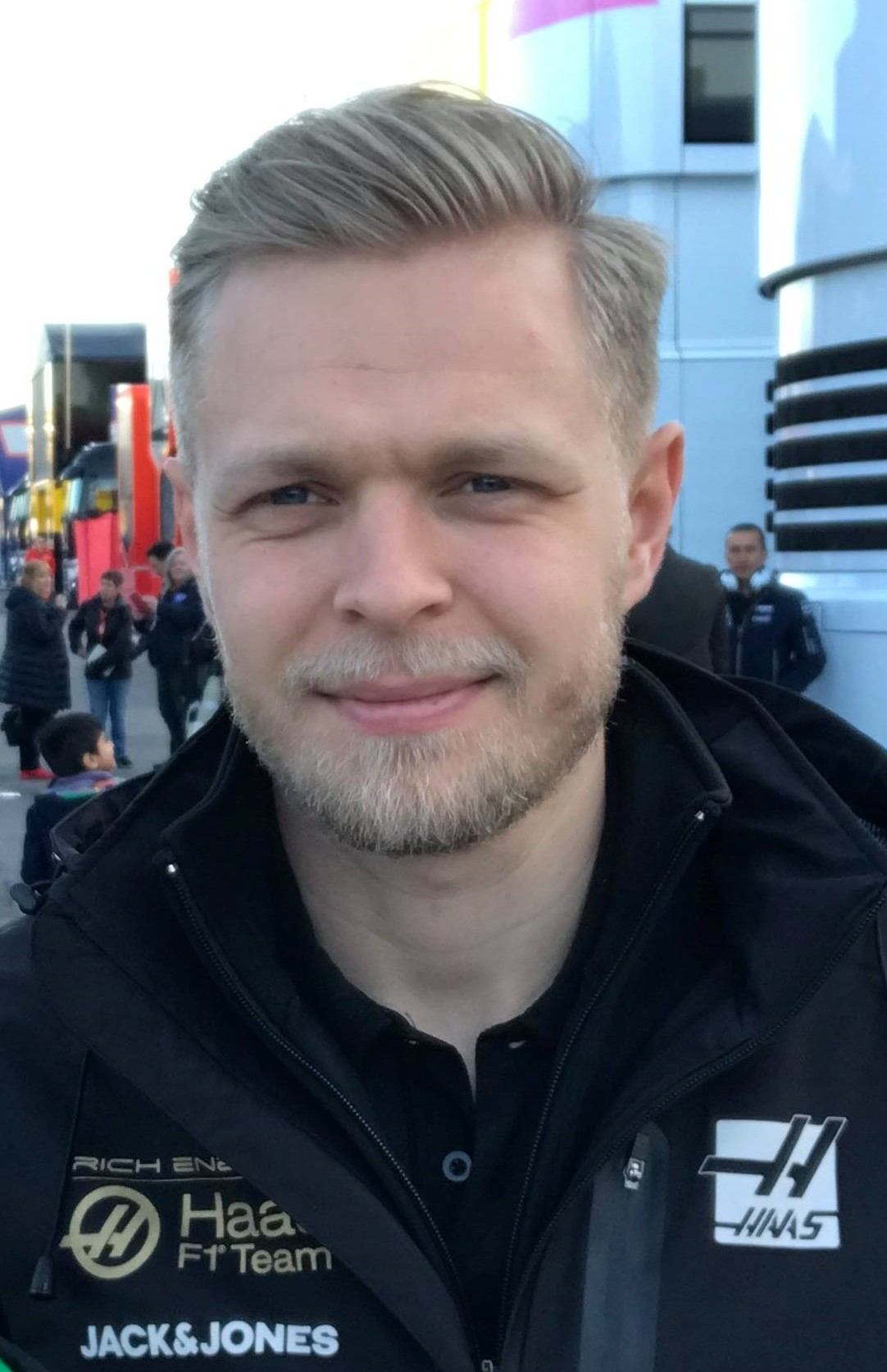
Kevin Magnussen (* 1992)

- 1992: Kevin Magnussen, dänischer Autorennfahrer
- 1992: Hyacinthe Sèwanou, beninischer Fußballspieler
- 1992: Lea Wallewein, deutsche Skispringerin
- 1992: Dino Zamparelli, britischer Automobilrennfahrer
- 1992: Cody Zeller, US-amerikanischer Basketballspieler
- 1996: David Bates, schottischer Fußballspieler
- 1996: Burak Çamoğlu, türkischer Fußballspieler
- 1996: Imaan Hammam, niederländisches Model
- 1997: Henrieke Fritz, deutsche Schauspielerin
- 1997: Almir Ajzeraj, kosovarischer Fußballspieler
- 1998: Divine Oladipo, britische Leichtathletin
- 1998: Exequiel Palacios, argentinischer Fußballspieler
- 1999: Mátyás Balogh, ungarischer Bogenschütze
- 1999: Manuel Maldonado, venezolanischer Autorennfahrer
- 1999: Mika Pérez, spanischer Motorradrennfahrer

### 21. Jahrhundert
- 2001: Dalila Bela, kanadische Schauspielerin
- 2002: Maciej Rutkowski, deutsch-polnischer Eishockeyspieler
- 2003: Tim Elter, deutscher Surfer
- 2005: Adina Machwirth, deutsche Taekwondoin
- 2006: Jacob Tremblay, kanadischer Schauspieler

## Gestorben

### Vor dem 16. Jahrhundert
- 0578: Justin II., oströmischer Kaiser
- 0610: Phokas, oströmischer Kaiser
- 0785: Ōtomo no Yakamochi, japanischer Dichter
- 0857: Meinolf, Priester und Gründer des Klosters Bödekken
- 0989: Heinrich III., Herzog von Bayern und Kärnten
- 1016: Wichmann III., sächsischer Graf aus der Sippe der Billunger

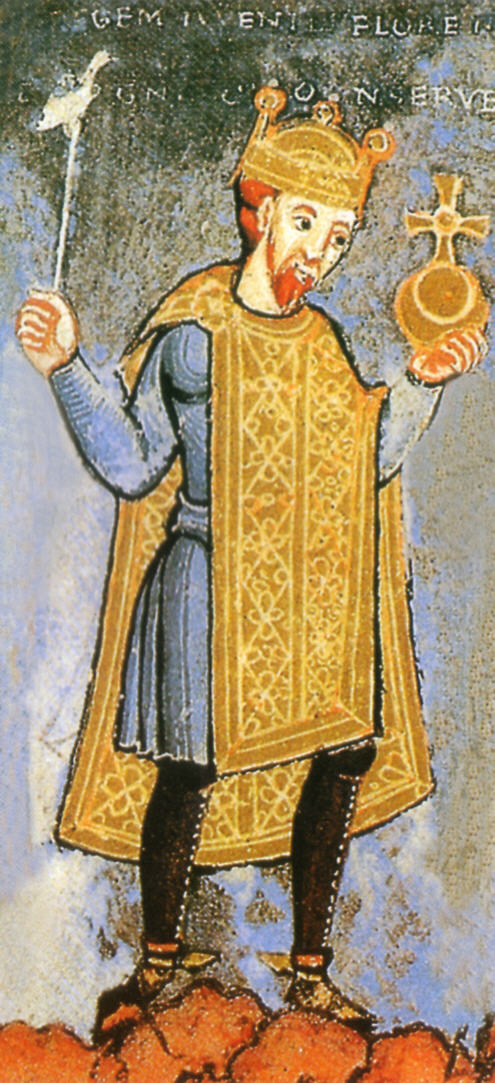
Heinrich III. († 1056)

- 1056: Heinrich III., römisch-deutscher König und Kaiser
- 1111: Robert von Jerusalem, Graf von Flandern und Teilnehmer des ersten Kreuzzugs
- 1112: Sigebert von Gembloux, deutscher Historiograph, Hagiograph, Theologe, Liturgiker, Komputist und Publizist
- 1212: Philipp I., Markgraf von Namur
- 1214: Liborius, Priester und Abt des Klosters Marienfeld
- 1239: Robert von Courtenay, Herr von Champignelles
- 1285: Philipp III., König von Frankreich
- 1295: Baidu, mongolischer Ilchan von Persien
- 1306: Hermann II., Abt von Ebrach
- 1308: Guido II. de la Roche, Herzog von Athen
- 1308: Ludwig von Ravensberg, Bischof von Osnabrück
- 1354: Giovanni Visconti, italienischer Kardinal und Herr von Mailand
- 1361: Reginald de Cobham, 1. Baron Cobham, englischer Adeliger und Militär
- 1398: Blanka von Navarra, Königin von Frankreich
- 1399: Raimund von Capua, italienischer Dominikaner und Ordensmeister
- 1491: Jean de La Balue, französischer Kardinal und Minister

### 16. bis 18. Jahrhundert
- 1512: Sofia Jagiellonka, Markgräfin von Brandenburg-Kulmbach und Brandenburg-Ansbach
- 1523: Bogislaw X., Herzog von Pommern
- 1524: Joachim Patinir, flämischer Maler

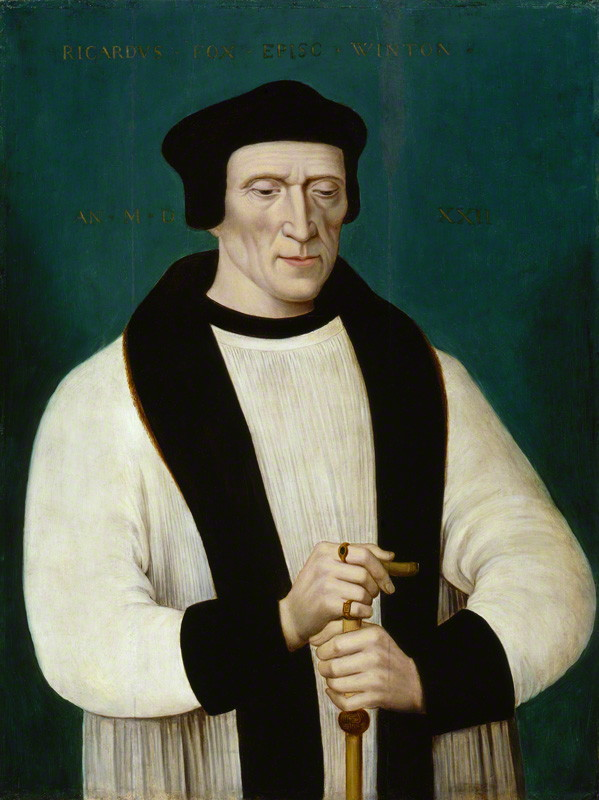
Richard Fox († 1528)

- 1528: Richard Fox, englischer Bischof
- 1546: Jorge Robledo, spanischer Konquistador
- 1557: Caramuru, portugiesischer Kolonist in Brasilien
- 1565: Lodovico Ferrari, italienischer Mathematiker
- 1573: Peter Tossanus, deutscher evangelischer Theologe und Reformator
- 1574: Felix Lindtmayer der Jüngere, Schweizer Glasmaler
- 1582: Peter Buchner, Bürgermeister von Leipzig
- 1607: Matthäus Dresser, deutscher Schulhumanist, Pädagoge, Philologe und Historiker
- 1611: Gregor Bersman, deutscher Philologe und lateinischer Dichter
- 1633: Joachim von Loß, Reichspfennigmeister des Ober- und Niedersächsischen Reichskreises
- 1637: Daniel Cramer, deutscher lutherischer Theologe; Chronist und Autor
- 1646: Heinrich VI. Pförtner, Abt des Zisterzienserklosters in Ebrach
- 1652: Willem Cornelisz Backer, Bürgermeister und Regent von Amsterdam
- 1653: Joseph Clauder, deutscher evangelischer Theologe, Kirchenliedkomponist und Dichter
- 1689: Johannes Scheibler, deutscher evangelischer Geistlicher

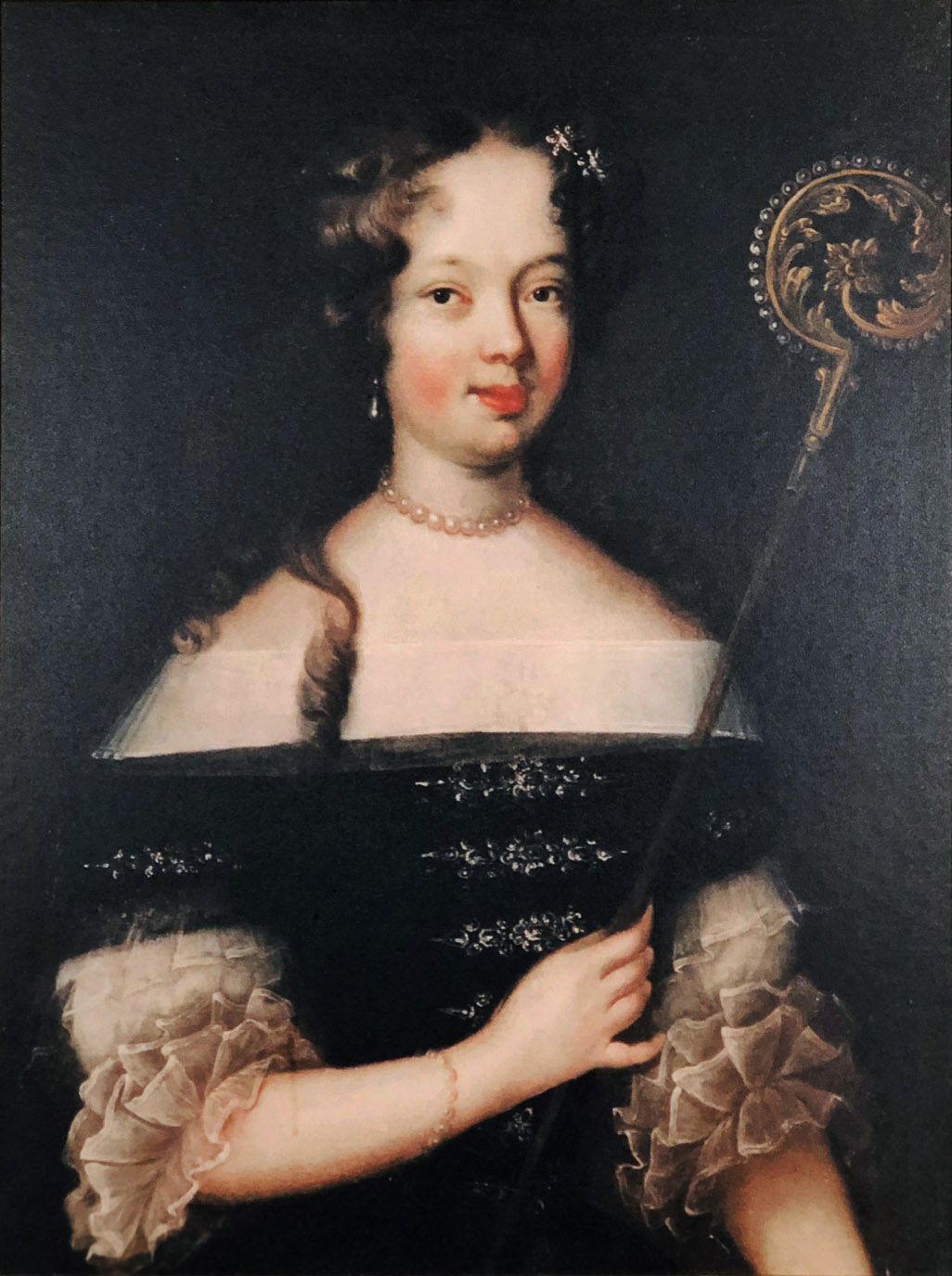
Elisabeth Albertine von Anhalt-Dessau († 1706)

- 1706: Elisabeth Albertine von Anhalt-Dessau, Herzogin zu Sachsen-Weißenfels-Barby, Äbtissin
- 1707: Daniel Speer, deutscher Schriftsteller und Komponist
- 1711: Christian Friedrich Richter, deutscher evangelischer Pfarrer, Kirchenlieddichter und Arzt
- 1714: Kaibara Ekiken, japanischer Neo-Konfuzianer und Naturkundler
- 1725: Johann Sinapius, schlesischer Gelehrter
- 1740: Jean-Philippe Baratier, deutsches Wunderkind und Sprachgenie; Mathematiker, Historiker und Orientalist
- 1740: Friedrich Opfergeldt, deutscher lutherischer Theologe und Geistlicher
- 1744: Friedrich Benedict Carpzov II., deutscher Jurist und Rechtswissenschaftler
- 1747: Paul Friedrich Opitz, deutscher Theologe und Orientalist
- 1754: Safdarjung, Gouverneur von Avadh und Wesir am Mogulhof
- 1763: August III., König von Polen und Kurfürst von Sachsen
- 1767: Francis Wise, englischer Archivar
- 1784: Antonín Kammel, tschechischer Violinist und Komponist
- 1786: Johann Gottlieb Gleditsch, deutscher Arzt und Botaniker
- 1787: Thomas Stone, Delegierter für Maryland im Kontinentalkongress
- 1790: Christian David Jani, deutscher Philologe und Pädagoge

### 19. Jahrhundert
- 1804: John Hoskins Stone, US-amerikanischer Politiker, Gouverneur von Maryland

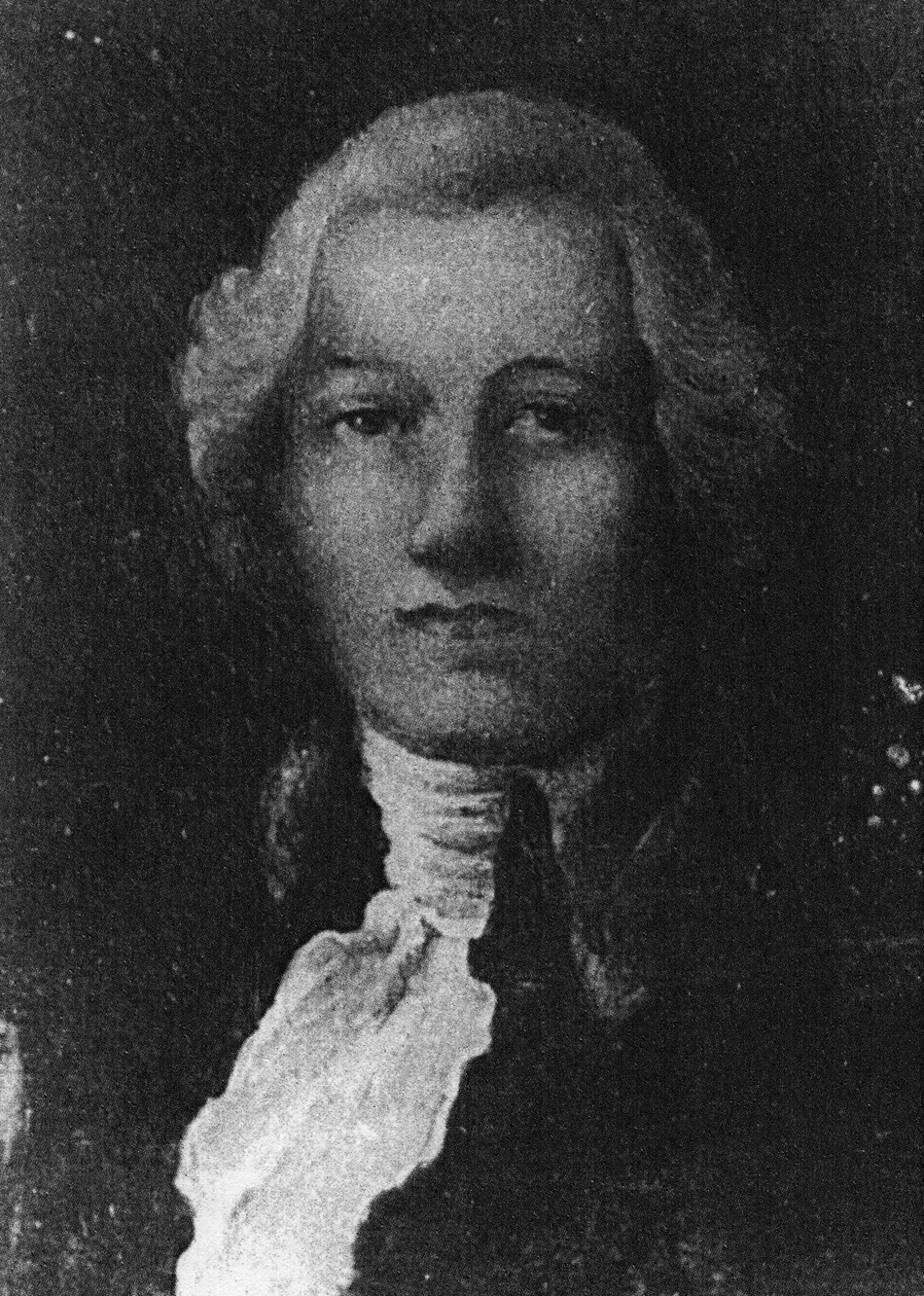
Luis Née († 1807)

- 1807: Luis Née, französischer Botaniker
- 1811: James Ogilvy, 7. Earl of Findlater, schottisch-britischer Peer
- 1813: Étienne Ozi, französischer Fagottist und Komponist
- 1813: Eleonore Prochaska, deutsche Freiheitskämpferin
- 1813: Tecumseh, Häuptling der Shawnee
- 1820: Augustin Barruel, französischer Geistlicher, konservativer Publizist und Historiker
- 1830: José Gregorio Argomedo, chilenischer Anwalt und Politiker

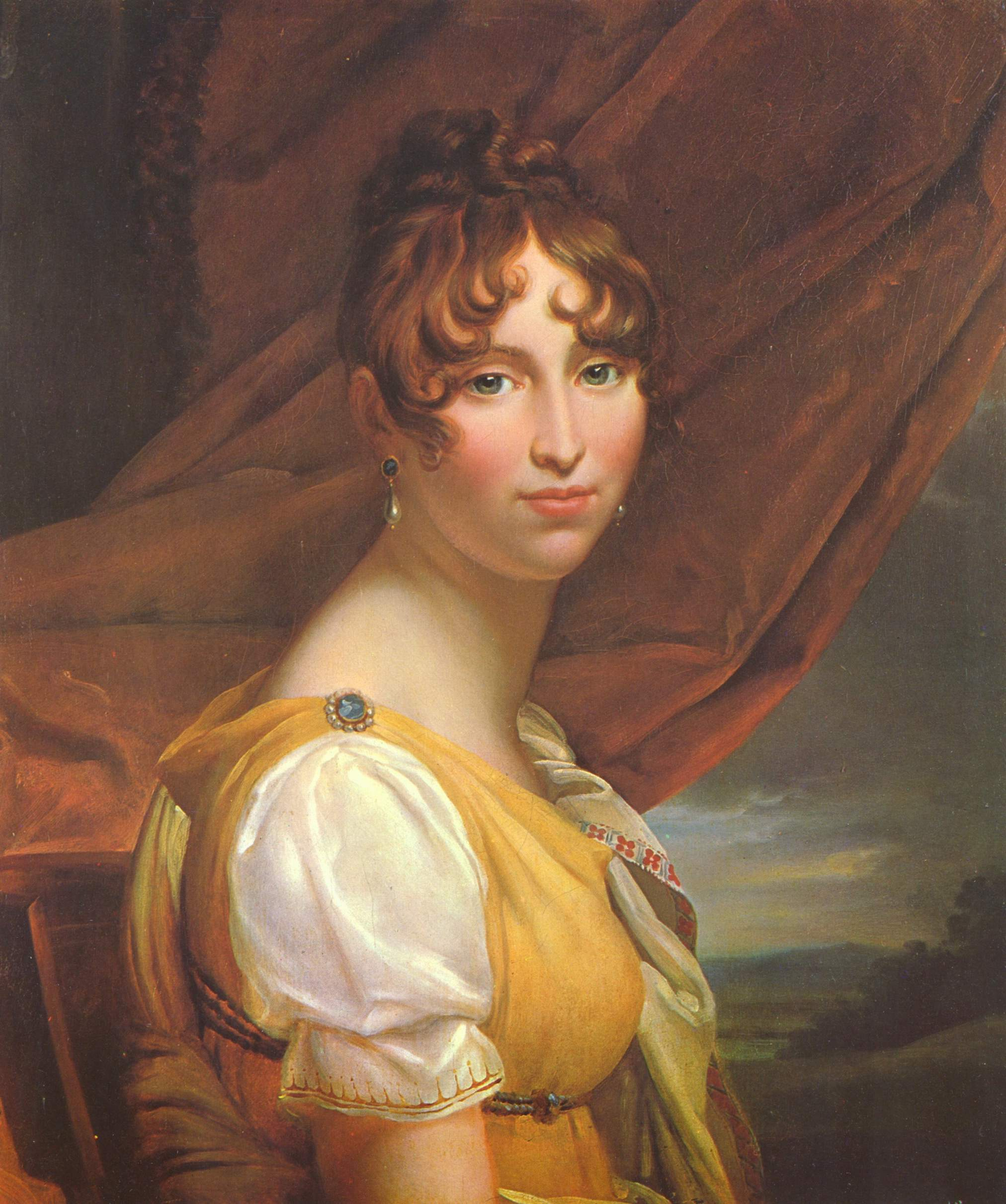
Hortense de Beauharnais († 1837)

- 1837: Hortense de Beauharnais, Königin von Holland und Mutter des Kaisers Napoleon III.
- 1853: Mahlon Dickerson, US-amerikanischer Politiker
- 1857: Wenzel Scholz, österreichischer Schauspieler
- 1858: Francisco Solano Antuña, uruguayischer Politiker
- 1861: Kinsley S. Bingham, US-amerikanischer Politiker
- 1865: Carl August Gadegast, Schafzüchter, Pionier der Merinoschafzucht in Deutschland, MdL
- 1867: Achille Fould, französischer Finanz- und Staatsmann
- 1871: Alexander Nikolajewitsch Afanassjew, russischer Herausgeber und Märchenforscher
- 1872: Johann Nepomuk Hemauer, Kanonikus in Regensburg, Beichtvater Ludwigs I. von Bayern
- 1874: Francis Walker, britischer Entomologe
- 1877: Constantin Ackermann, deutscher evangelischer Geistlicher

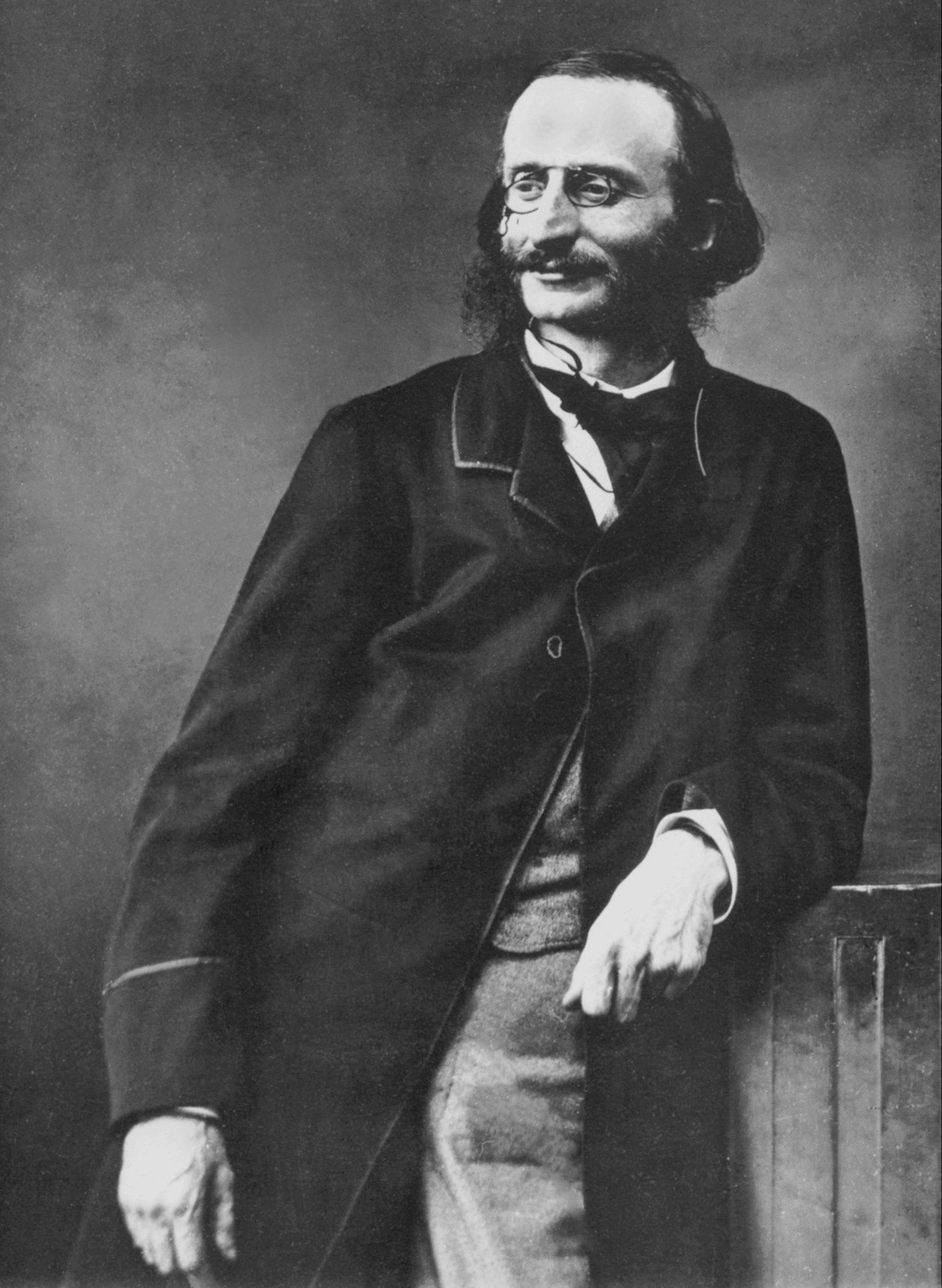
Jacques Offenbach († 1880)

- 1880: Jacques Offenbach, deutsch-französischer Komponist, Begründer der modernen Operette
- 1885: Wilhelm Heine, deutscher Maler und Reisender
- 1891: Giovanni Caselli, italienischer Physiker
- 1893: James Black Groome, US-amerikanischer Politiker
- 1899: James Harlan, US-amerikanischer Politiker

### 20. Jahrhundert

#### 1901–1950
- 1902: Albrecht Wilke, deutscher Lehrer und Schuldirektor
- 1904: Ernst Arthur Seemann, deutscher Verleger
- 1905: Carlos Walker Martínez, chilenischer Autor und Politiker
- 1909: Agneta Matthes, niederländische Unternehmerin
- 1911: Charles Théodore Malherbe, französischer Musikwissenschaftler und Komponist
- 1912: Lewis Boss, US-amerikanischer Astronom
- 1913: Oskar Ackermann, deutscher Theologe
- 1915: Otto Malling, dänischer Organist und Komponist

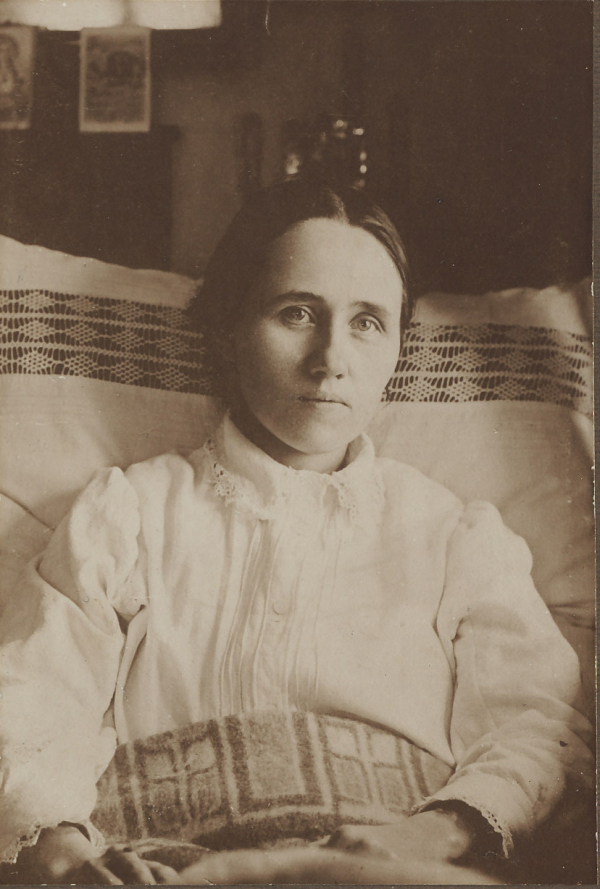
Anna Schäffer († 1925)

- 1919: Hugo Kersten, deutscher Schriftsteller und Publizist
- 1925ː Anna Schäffer, deutsche Mystikerin und katholische Heilige
- 1926: Mari Jászai, ungarische Schauspielerin
- 1926: Carl Rehfus, deutscher Jagdschriftsteller und Kynologe
- 1927: Sam Warner, US-amerikanischer Filmproduzent
- 1930: Stina Berg, schwedische Schauspielerin
- 1932: Christopher Brennan, australischer Dichter
- 1933: Renée Adorée, französische Schauspielerin
- 1934: Jean Vigo, französischer Regisseur
- 1938: John A. M. Adair, US-amerikanischer Politiker
- 1938: Maria Faustyna Kowalska, polnische Ordensschwester und Mystikerin
- 1939: Eddie Kendricks, US-amerikanischer Soulsänger

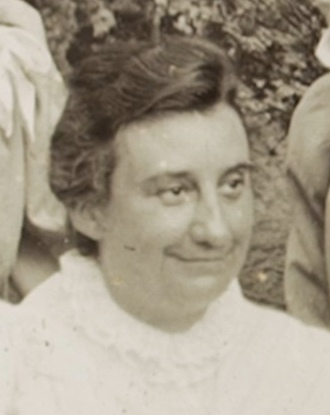
Alicia Lee († 1939)

- 1939: Alice Lee, britische Mathematikerin
- 1940: Camilla Jellinek, österreichisch-deutsche Frauenrechtlerin und Juristin
- 1943: Ludwig von Estorff, deutscher General
- 1945: Eduard Stadtler, deutscher Publizist, Politiker, MdR, Gründer antikommunistischer Organisationen, Anstifter zu den Morden an Liebknecht und Luxemburg
- 1950: Helen Taylor, US-amerikanische Komponistin, Pianistin und Musikpädagogin

#### 1951–2000
- 1951: Alfredo Accorsi, italienischer Turner
- 1951: Isolde Hausser, deutsche Physikerin
- 1952: Vincentius Eugenio Bossilkoff, bulgarischer Bischof
- 1953: Friedrich Wolf, deutscher Arzt, Schriftsteller und Politiker
- 1954: Flor Alpaerts, belgischer Dirigent und Komponist
- 1956: Juan Armet, spanischer Fußballspieler und -trainer
- 1957: José Leandro Andrade, uruguayischer Fußballspieler

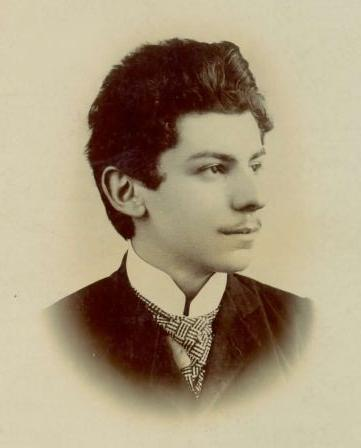
Josip Mandić († 1959)

- 1959: Josip Mandić, kroatischer Komponist
- 1961: Booker Little, US-amerikanischer Jazzmusiker
- 1961: Alexander Willwoll, Schweizer Jesuit und Psychologe
- 1962: Sylvia Beach, US-amerikanische Buchhändlerin und Verlegerin
- 1962: Edmond Gaujac, französischer Komponist und Musikpädagoge
- 1962: Joseph Noyon, französischer Komponist und Kirchenmusiker
- 1964: Egon Schultz, deutscher Lehrer und Unteroffizier der Grenztruppen in der DDR
- 1965: Gustaf Bengtsson, schwedischer Komponist
- 1965: Georges Vantongerloo, belgischer Maler, Bildhauer und Architekt
- 1966: Korbinian Aigner, deutscher Pfarrer und Pomologe

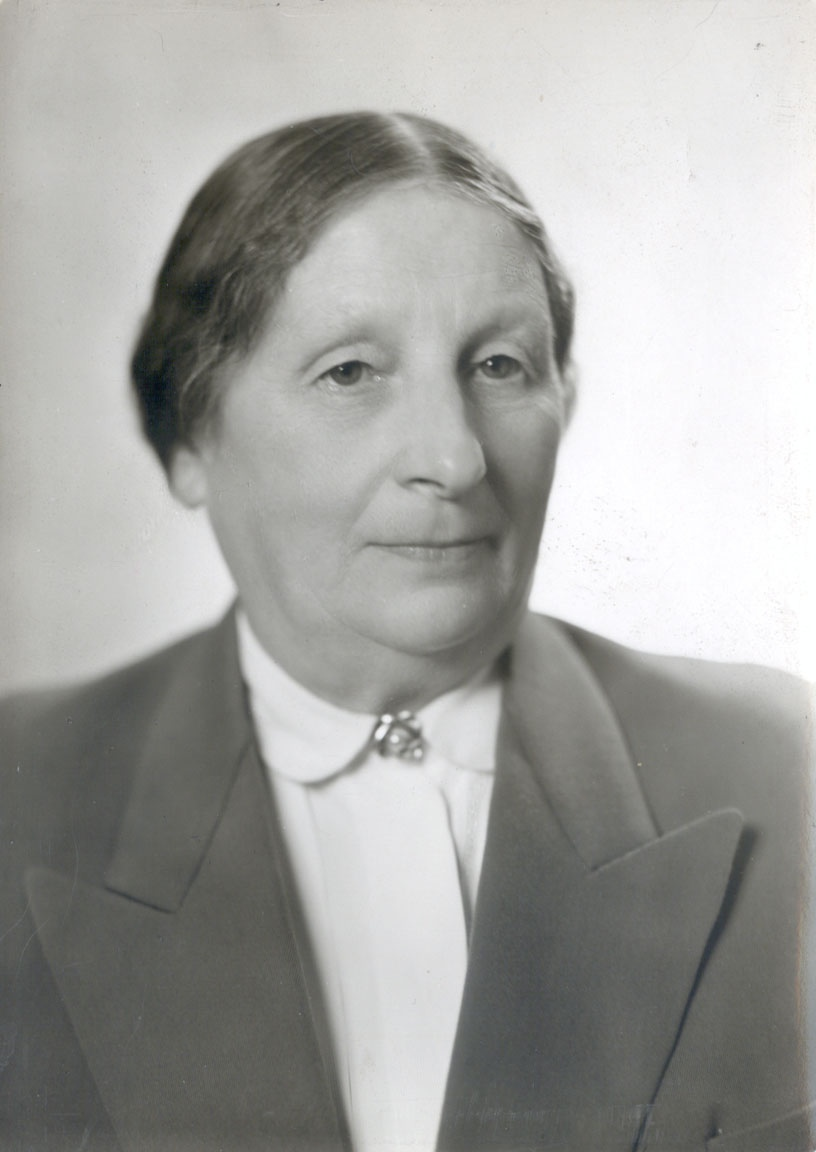
Anna Maria Schulte († 1973)

- 1973: Anna Maria Schulte, deutsche Kommunalpolitikerin
- 1976: Lars Onsager, US-amerikanischer Physikochemiker, Nobelpreisträger
- 1976: Takeda Taijun, japanischer Schriftsteller
- 1978: May Warden, britische Schauspielerin (Dinner for One)
- 1979: Karl Obrecht, Schweizer Jurist und Politiker
- 1981: Gloria Grahame, US-amerikanische Schauspielerin
- 1984: Hugo Kükelhaus, deutscher Pädagoge
- 1985: Therese Angeloff, deutsche Kabarettistin und Schauspielerin
- 1985: Serge Jaroff, US-amerikanischer Chorleiter russischer Herkunft
- 1985: Karl Menger, österreichischer Mathematiker
- 1985: Peter Paul, deutscher Schauspieler
- 1985: Emil Spiess, Schweizer römisch-katholischer Geistlicher und Pädagoge
- 1986: Alexander Arendt, deutscher Mediziner
- 1986: Hal B. Wallis, US-amerikanischer Filmproduzent
- 1986: James H. Wilkinson, britischer Mathematiker

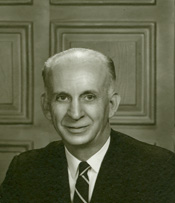
Robert Thomas Ashmore († 1989)

- 1989: Robert Thomas Ashmore, US-amerikanischer Politiker
- 1991: Jørgen Beck, dänischer Schauspieler
- 1993: Francesco Carpino, italienischer Geistlicher, Erzbischof von Palermo und Kurienkardinal
- 1993: Dumitru Stăniloae, rumänischer Geistlicher und Theologe, Schriftsteller und Professor
- 1994: Nini Rosso, italienischer Trompeter
- 1995: Leonid Wiktorowitsch Afanassjew, sowjetischer Komponist
- 1995: Walter Edwin Arnoldi, US-amerikanischer Maschinenbau-Ingenieur
- 1995: Lillian Fuchs, US-amerikanische Bratschistin, Musikpädagogin und Komponistin
- 1996: Richard Kröll, österreichischer Skirennläufer
- 1996: Seymour Cray, US-amerikanischer Informatiker
- 1997: Brian Pillman, US-amerikanischer Wrestler
- 1998: Jacques Abram, US-amerikanischer Pianist und Musikpädagoge
- 1998: Megs Jenkins, britische Schauspielerin
- 1999: Marie-Madeleine Duruflé, französische Organistin

### 21. Jahrhundert
- 2001: Ivan Hrušovský, slowakischer Komponist, Musikwissenschaftler und Musikpädagoge
- 2001: Emilie Schindler, Ehefrau von Oskar Schindler
- 2001: Mike Mansfield, US-amerikanischer Politiker und Diplomat, Senator, Botschafter in Japan
- 2001: Zoltán Székely, ungarischer Violinist und Komponist
- 2002: Rick Abao, US-amerikanischer Jazzmusiker, Komponist und Entertainer
- 2002: Mia Čorak Slavenska, kroatisch-US-amerikanische Tänzerin
- 2002: Jay R. Smith, US-amerikanischer Kinderschauspieler
- 2003: Annalena Tonelli, italienische Missionarin
- 2003: Neil Postman, US-amerikanischer Wissenschaftler und Kulturkritiker
- 2003: Dan Snyder, kanadischer Eishockeyspieler
- 2004: Mildred McDaniel, US-amerikanische Hochspringerin, Olympiasiegerin
- 2004: Maurice Wilkins, neuseeländischer Physiker, Nobelpreisträger
- 2004: Rodney Dangerfield, US-amerikanischer Komiker
- 2006: Friedrich Karl Flick, deutscher Unternehmer

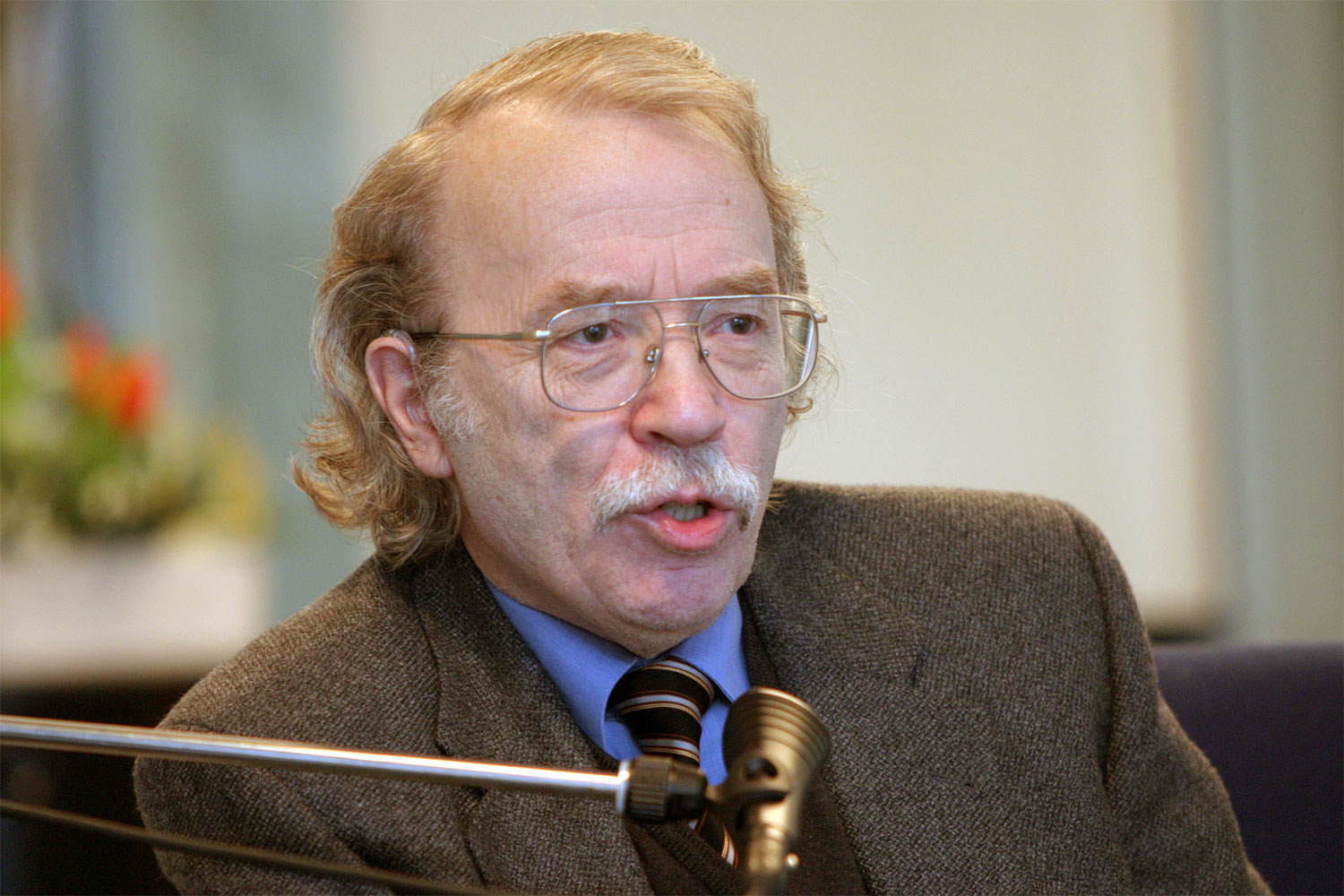
Walter Kempowski († 2007)

- 2007: Walter Kempowski, deutscher Schriftsteller
- 2007: Jack Wilson, US-amerikanischer Pianist, Arrangeur und Komponist
- 2007: Jeroným Zajíček, US-amerikanischer Komponist und Musikpädagoge tschechischer Herkunft
- 2009: Rob Bron, niederländischer Motorradrennfahrer
- 2009: Giselher Klebe, deutscher Komponist
- 2009: Heidi Oetinger, deutsche Verlegerin
- 2010: Hans Ulrich Graf, Schweizer Verleger und Politiker, Nationalrat
- 2010: Steve Lee, Schweizer Musiker
- 2010: Kerstin Leitmeyer, deutsche Schriftstellerin und Malerin
- 2010: Børge Raahauge Nielsen, dänischer Ruderer
- 2011: Peter Jaks, Schweizer Eishockeyspieler
- 2011: Bert Jansch, britischer Folk-Sänger und -Gitarrist

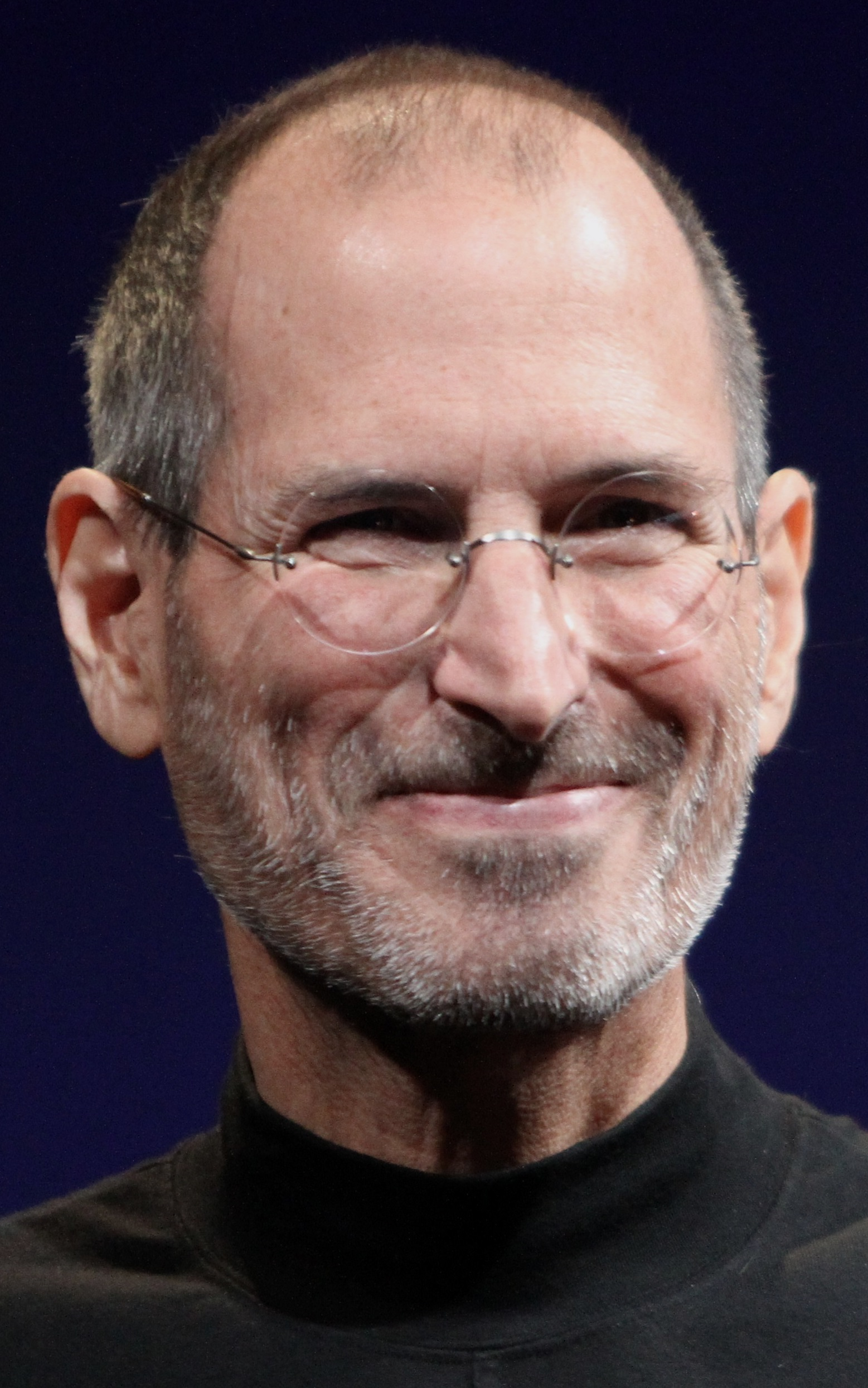
Steve Jobs († 2011)

- 2011: Steve Jobs, US-amerikanischer IT-Unternehmer
- 2011: Charles Napier, US-amerikanischer Schauspieler
- 2011: Gökşin Sipahioğlu, türkischer Presse-Fotograf, Gründer der Fotoagentur Sipa Press
- 2011: Fred Shuttlesworth, US-amerikanischer Bürgerrechtler
- 2012: Eduard Mirsojan, armenischer bzw. sowjetischer Komponist und Politiker
- 2012: Wladimir Iwanowitsch Zytowitsch, russischer Komponist
- 2013: Paul Kienberg, deutscher Geheimdienstler
- 2013: Carlo Lizzani, italienischer Filmregisseur
- 2014: Andrea de Cesaris, italienischer Automobilrennfahrer
- 2014: Vera van Hasselt, niederländische Bildhauerin

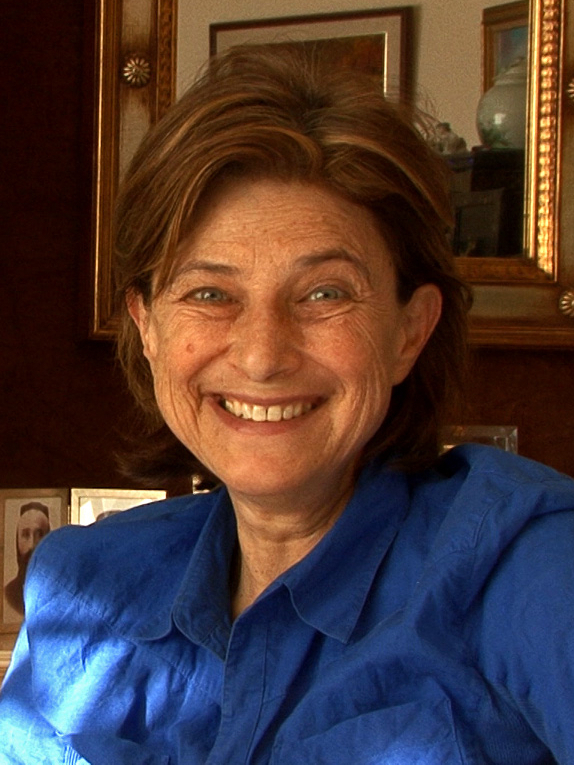
Chantal Akermann († 2015)

- 2015: Chantal Akerman, belgische Filmregisseurin
- 2015: Joker Arroyo, philippinischer Politiker
- 2015: Henning Mankell, schwedischer Schriftsteller und Theaterregisseur
- 2016: Walter Greiner, deutscher Physiker
- 2016: Walter Schmidt, deutscher Journalist und Autor
- 2017: Sylke Tempel, deutsche Journalistin und Buchautorin
- 2017: Anne Wiazemsky, französische Schauspielerin und Schriftstellerin
- 2018: Atiyyat al-Abnudi, ägyptische Filmemacherin
- 2018: Horst Kirsch, deutscher Fußballspieler
- 2019: Marcello Giordani, italienischer Opernsänger
- 2019: John Mbiti, kenianischer Religionsphilosoph
- 2020: Karlheinz Drechsel, deutscher Musikjournalist und Jazzmusiker

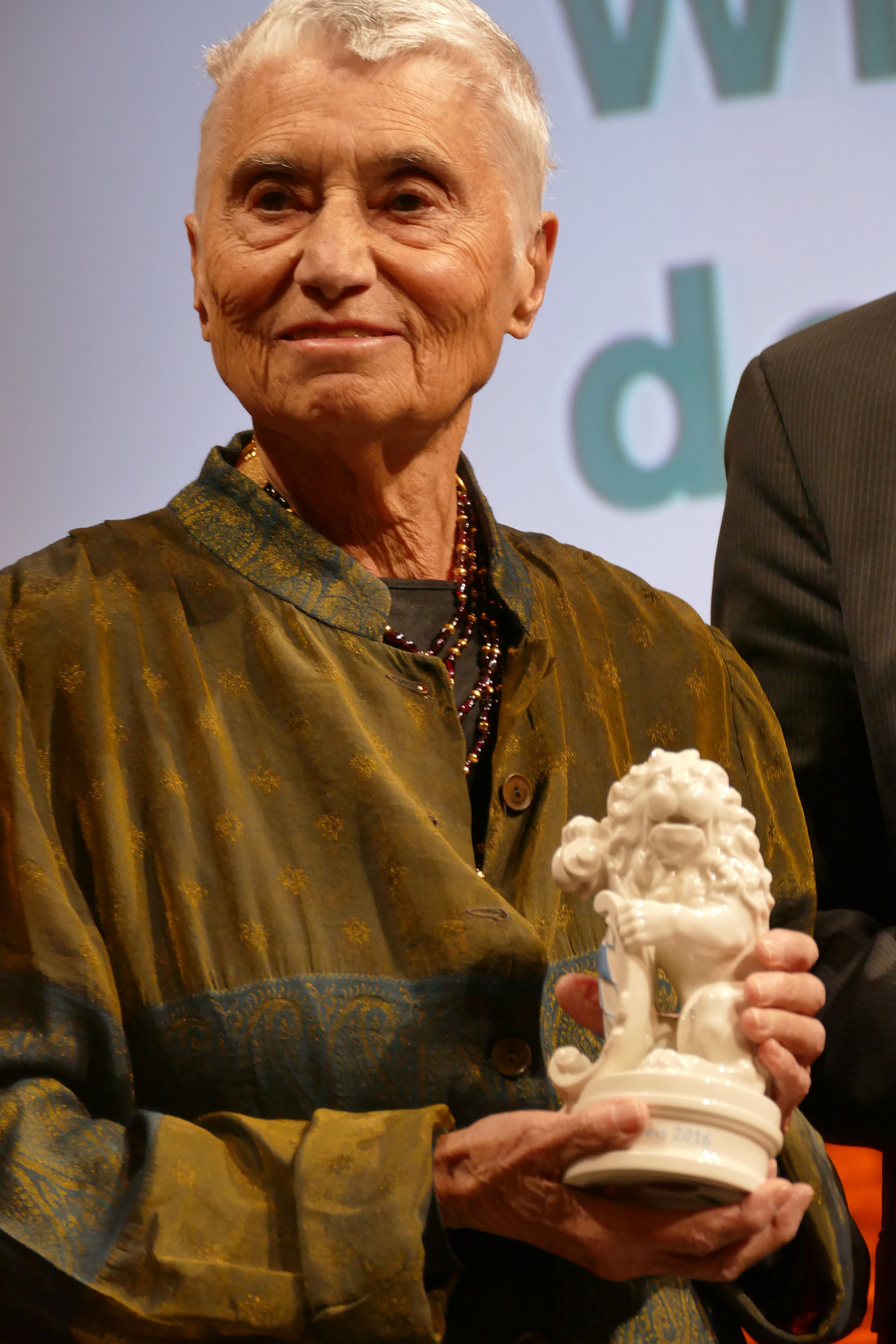
Ruth Klüger († 2020)

- 2020: Ruth Klüger, US-amerikanische Literaturwissenschaftlerin und Schriftstellerin
- 2021: Jürgen Goslar, deutscher Schauspieler, Regisseur und Synchronsprecher
- 2021: Manfred Hermann Schmid, deutscher Musikwissenschaftler
- 2022: Wolfgang Kohlhaase, deutscher Drehbuchautor und Schriftsteller
- 2022: Barbara Stamm, deutsche Politikerin, MdL, Landesministerin
- 2023: Dick Butkus, US-amerikanischer American-Football-Spieler
- 2023: Otmar Richter, deutscher Schauspieler
- 2024: Ifigenia Martínez y Hernández, mexikanische Politikerin
- 2024: Werner Merzbacher, Schweizer Pelzhändler und Kunstsammler

## Feier- und Gedenktage
- Kirchliche Gedenktage
  - Theodor Fliedner, deutscher Pfarrer und Gründer des Rheinisch-Westfälischen Diakonissenvereins (evangelisch)
  - Hl. Maria Faustyna Kowalska, polnische Mystikerin (katholisch)
  - Hl. Meinolf, deutscher Priester, Archidiakon und Klostergründer (katholisch)
- Namenstage
  - Attila
- Staatliche Feier- und Gedenktage
  - Portugal: Errichtung der Republik (1910)
- Gedenktage internationaler Organisationen
  - Weltlehrertag (UNESCO) (seit 1994)

Weitere Einträge enthält die Liste von Gedenk- und Aktionstagen.